# Copenhaga
Copenhaga (português europeu) ou Copenhague (português brasileiro) (em dinamarquês:  København;  PRONÚNCIA; lit. "porto dos mercadores") é a capital e a maior cidade da Dinamarca.                                                                                                   Está situada na costa oriental da ilha da Zelândia, com uma parte menor na ilha adjacente de Amager, ambas banhadas pelas águas do sul do estreito de Øresund, tendo do outro lado do referido estreito a cidade sueca de Malmö.

É o principal centro de comércio, transportes, indústria e serviços da Dinamarca, albergando cerca de 25% da população total do país.
É a sede da comuna de Copenhaga, pertencente à Região da Capital.

| Etimologia de Copenhaga O nome geográfico København deriva das palavras købmændenes (mercadores) e havn (porto, baía), significando ”porto dos mercadores”. A cidade está mencionada como Hafn, em 1186. |

A "cidade de Copenhaga" (København em sentido mais restrito) abarca as três comunas de Copenhaga, Frederiksberg e Gentofte, e tem uma população de 1 378 649 habitantes (2024). A "comuna de Copenhaga" (Københavns Kommune) tem uma população de 659 350 habitantes (2024). A área metropolitana da "Grande Copenhague" (Hovedstadsområdet) abrange 18 comunas, e tem uma população de 2 764 020 pessoas (2024).

Originalmente uma vila de pescadores viking estabelecida no século X nas proximidades do que hoje é Gammel Strand, Copenhaga tornou-se a capital da Dinamarca no início do século XV. A partir do século XVII, consolidou-se como centro regional de poder com suas instituições, defesas e forças armadas. Durante o Renascimento, a cidade serviu como capital de fato da União de Kalmar, sendo a sede da monarquia, governando a maior parte da atual região nórdica em uma união pessoal com a Suécia e a Noruega governada pelo monarca dinamarquês servindo como chefe de estado. A cidade floresceu como o centro cultural e econômico da Escandinávia sob a união por mais de 120 anos, começando no século 15 até o início do século 16, quando a união foi dissolvida com a Suécia deixando a união por meio de uma rebelião. Após um surto de peste e incêndio no século 18, a cidade passou por um período de reconstrução. Isso incluiu a construção do prestigioso distrito de Frederiksstaden e a fundação de instituições culturais como o Teatro Real da Dinamarca e a Academia Real de Belas Artes. Depois de mais desastres no início do século 19, quando Horatio Nelson atacou a frota Dano-Norueguesa e bombardeou a cidade, a reconstrução durante a Era de Ouro dinamarquesa trouxe um visual neoclássico à arquitetura de Copenhaga. Mais tarde, após a Segunda Guerra Mundial, o Plano Finger promoveu o desenvolvimento de moradias e negócios ao longo das cinco linhas ferroviárias urbanas que se estendiam a partir do centro da cidade.
Desde a virada do século XXI, Copenhaga tem visto um forte desenvolvimento urbano e cultural, facilitado pelo investimento em suas instituições e infraestrutura. A cidade é o centro cultural, econômico e governamental da Dinamarca; é um dos principais centros financeiros do norte da Europa com a Bolsa de Valores de Copenhaga. A economia de Copenhaga tem visto um rápido desenvolvimento no setor de serviços, especialmente por meio de iniciativas em tecnologia da informação, produtos farmacêuticos e tecnologia limpa. Desde a conclusão da ponte de Øresund, Copenhaga tornou-se cada vez mais integrada à província sueca de Scania e sua maior cidade, Malmö, formando a região de Øresund. Com várias pontes conectando os vários distritos, a paisagem urbana é caracterizada por parques, passeios e orlas. Os marcos de Copenhague, como os Jardins de Tivoli, a estátua da Pequena Sereia, os palácios Amalienborg e Christiansborg, o Castelo Rosenborg, a Igreja de Mármore, Børsen e muitos museus, restaurantes e casas noturnas são atrações turísticas importantes.
Copenhaga é o lar da Universidade de Copenhaga, da Technical University of Denmark, da Copenhagen Business School e da IT University of Copenhagen. A Universidade de Copenhaga, fundada em 1479, é a instituição de ensino universitário mais antiga da Dinamarca. Copenhague é a casa dos clubes de futebol F.C. Copenhague e Brøndby IF. A Maratona Anual de Copenhague foi criada em 1980. Copenhague é uma das cidades mais amigas da bicicleta do mundo.
A Movia é a empresa de transporte público de massa que atende todo o leste da Dinamarca, exceto Bornholm. O Metrô de Copenhaga, lançado em 2002, serve o centro de Copenhaga. Além disso, o Copenhagen S-train, o Lokaltog (ferrovia privada) e a rede Coast Line servem e conectam o centro de Copenhague aos bairros periféricos. Atendendo a cerca de 2,5 milhões de passageiros por mês, o Aeroporto de Copenhague, Kastrup, é o aeroporto mais movimentado dos países nórdicos.

## História

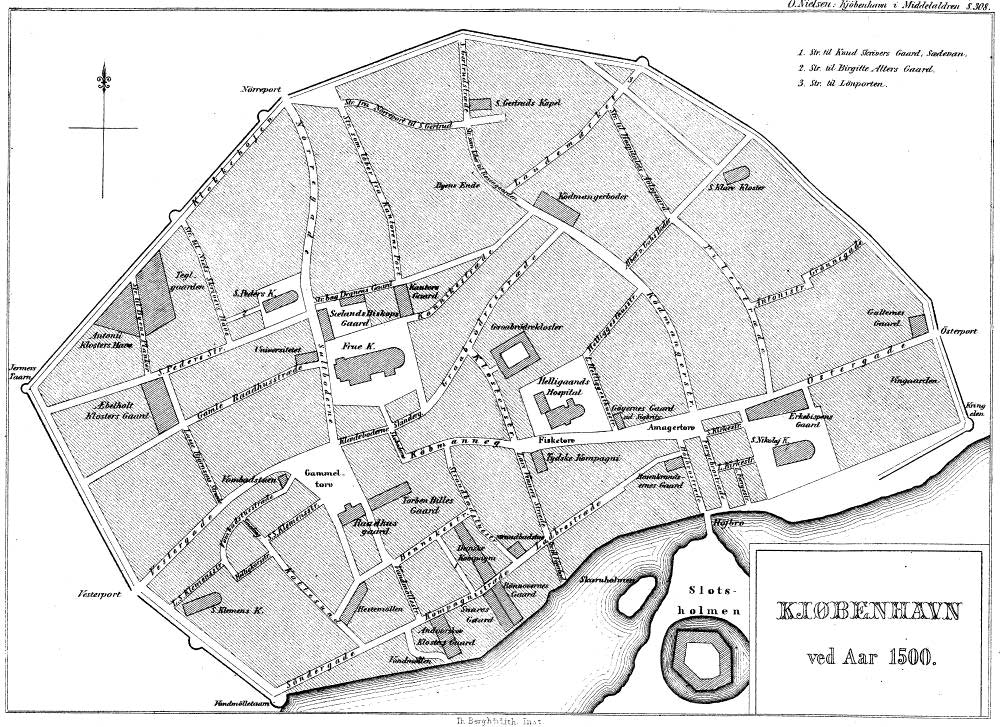
Reconstrução de Copenhaga c. 1500

### História antiga
Embora os registros históricos mais antigos de Copenhaga sejam do final do século XII, achados arqueológicos recentes em conexão com o trabalho no sistema ferroviário metropolitano da cidade revelaram os restos de uma grande mansão de um comerciante perto da atual Kongens Nytorv de c. 1020. As escavações em Pilestræde também levaram à descoberta de um poço do final do século XII. Os restos de uma antiga igreja, com túmulos que datam do século XI, foram desenterrados perto de onde Strøget encontra Rådhuspladsen.
Essas descobertas indicam que as origens de Copenhaga como cidade remontam pelo menos ao século XI. Descobertas substanciais de ferramentas de sílex na área fornecem evidências de assentamentos humanos que datam da Idade da Pedra. Muitos historiadores acreditam que a cidade data do final da Era Viking e possivelmente foi fundada por Sueno I da Dinamarca. O porto natural e os bons estoques de arenque parecem ter atraído pescadores e comerciantes para a área sazonalmente desde o século XI e de forma mais permanente no século XIII. As primeiras habitações foram provavelmente centradas em Gammel Strand (literalmente 'costa antiga') no século XI ou mesmo antes.
A menção escrita mais antiga da cidade é no século XII, quando Saxo Grammaticus em Gesta Danorum se referiu a ela como Portus Mercatorum, que significa 'Porto dos Mercadores', significando 'Porto dos Mercadores' ou, no dinamarquês da época, Købmannahavn. Tradicionalmente, a fundação de Copenhague foi datada da construção pelo Bispo Absalão de uma modesta fortaleza na pequena ilha de Slotsholmen em 1167, onde fica o Palácio de Christiansborg hoje. A construção da fortaleza foi uma resposta aos ataques de piratas Vendos que assolaram a costa durante o século XII. Muralhas defensivas e fossos foram concluídos e em 1177 a Igreja de St. Clemens foi construída. Os ataques dos Wends continuaram, e depois que a fortaleza original foi finalmente destruída pelos saqueadores, os ilhéus a substituíram pelo Castelo de Copenhague.

### Idade Média
Em 1186, uma carta do Papa Urbano III afirma que o castelo de Hafn (Copenhaga) e suas terras vizinhas, incluindo a cidade de Hafn, foram entregues a Absalão, bispo de Roskilde 1158–1191 e arcebispo de Lund 1177–1201, pelo rei Valdemar I. Com a morte de Absalão, a propriedade passaria a ser propriedade do Bispado de Roskilde. Por volta de 1200, a Igreja de Nossa Senhora foi construída em um terreno mais alto a nordeste da cidade, que começou a se desenvolver em torno dela.
À medida que a cidade se tornou mais proeminente, foi repetidamente atacada pela Liga Hanseática e, em 1368, invadida com sucesso durante a Segunda Guerra Dinamarquesa-Hanseática. À medida que a indústria pesqueira prosperava em Copenhague, particularmente no comércio de arenque, a cidade começou a se expandir ao norte de Slotsholmen. Em 1254, recebeu o título de cidade sob o comando do bispo Jakob Erlandsen, que obteve apoio dos mercadores pesqueiros locais contra o rei, concedendo-lhes privilégios especiais. Em meados da década de 1330, foi publicada a primeira avaliação de terras da cidade.
Com o estabelecimento da União de Kalmar (1397–1523) entre Dinamarca, Noruega e Suécia, por volta de 1416 Copenhague emergiu como a capital da Dinamarca quando Eric da Pomerânia mudou sua sede para o Castelo de Copenhague. A Universidade de Copenhague foi inaugurada em 1º de junho de 1479 pelo rei Cristiano I, após a aprovação do papa Sisto IV. Isso a torna a universidade mais antiga da Dinamarca e uma das mais antigas da Europa. Originalmente controlada pela Igreja Católica, o papel da universidade na sociedade foi forçado a mudar durante a Reforma na Dinamarca no final da década de 1530.

### Séculos XVI e XVII
Em disputas anteriores à Reforma de 1536, a cidade que havia sido fiel a Cristiano II, que era católico, foi sitiada com sucesso em 1523 pelas forças de Frederico I, que apoiava o Luteranismo. As defesas de Copenhaga foram reforçadas com uma série de torres ao longo da muralha da cidade. Após um cerco prolongado de julho de 1535 a julho de 1536, durante o qual a cidade apoiou a aliança de Cristiano II com Malmö e Lübeck, foi finalmente forçada a capitular para Cristiano III. Durante a segunda metade do século, a cidade prosperou com o aumento do comércio no Báltico, apoiado pela navegação holandesa. Christoffer Valkendorff, estadista de alto escalão, defendeu os interesses da cidade e contribuiu para o seu desenvolvimento.
Durante o reinado de Cristiano IV entre 1588 e 1648, Copenhaga teve um crescimento dramático como cidade. Por sua iniciativa no início do século XVII, dois edifícios importantes foram concluídos em Slotsholmen: o Arsenal de Tøjhus e o Børsen, a bolsa de valores. Para promover o comércio internacional, a Companhia das Índias Orientais foi fundada em 1616. A leste da cidade, inspirado pelo planejamento holandês, o rei desenvolveu o distrito de Christianshavn com canais e muralhas. A intenção inicial era ser um centro comercial fortificado, mas acabou se tornando parte de Copenhaga. Christian IV também patrocinou uma série de projetos de construção ambiciosos, incluindo Rosenborg Slot e Rundetårn. Em 1658 – 1659, a cidade resistiu a um cerco dos suecos sob Carlos X e repeliu com sucesso um grande ataque.
Em 1661, Copenhaga havia afirmado sua posição como capital da Dinamarca e da Noruega. Todas as principais instituições estavam localizadas lá, assim como a frota e a maior parte do exército. As defesas foram reforçadas com a conclusão da Cidadela em 1664 e a extensão de Christianshavns Vold com seus bastiões em 1692, levando à criação de uma nova base para a frota em Nyholm.

### Século XVIII

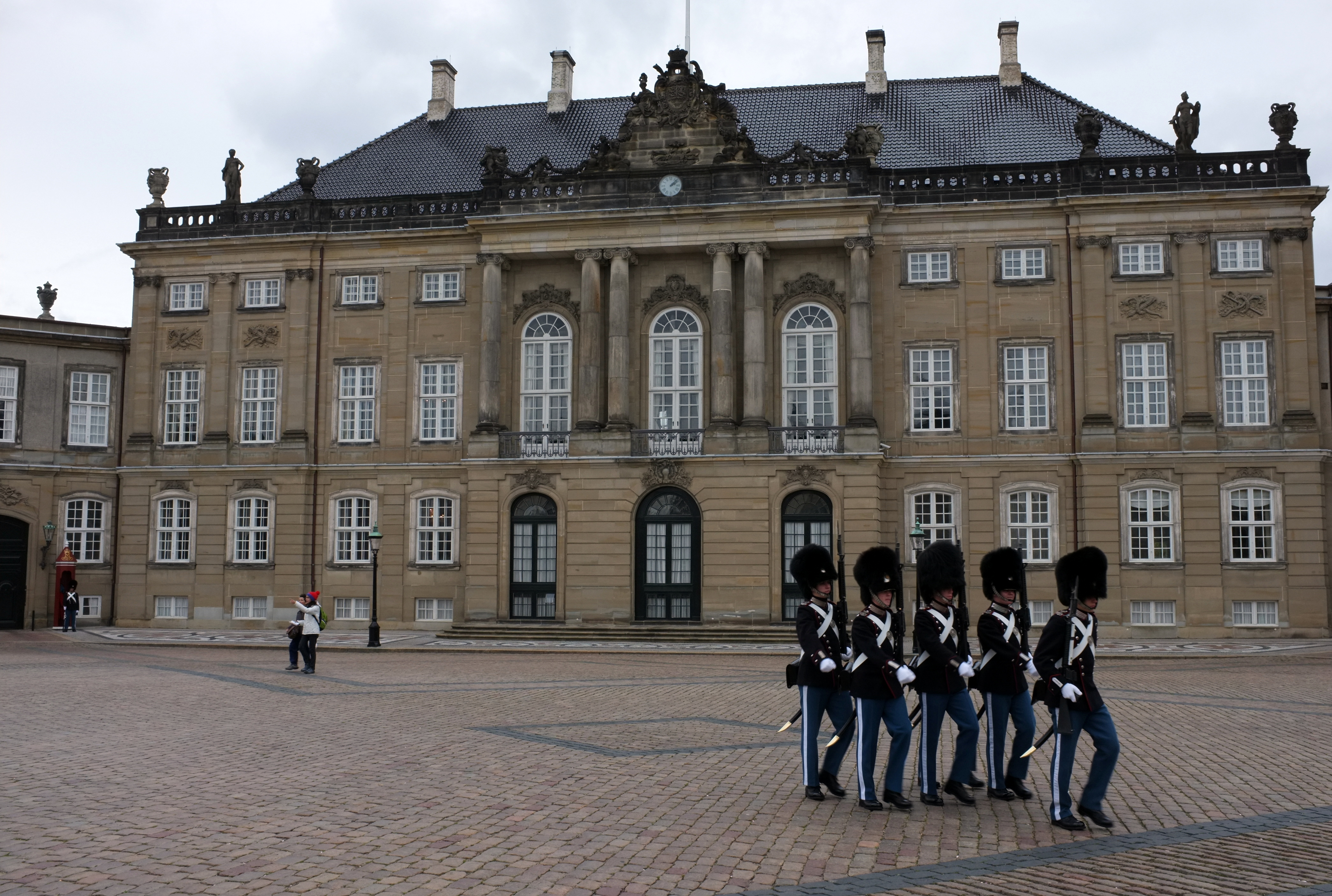
Uma mansão em Frederikstaden, parte do Palácio de Amalienborg

Copenhaga perdeu cerca de 22 mil de sua população de 65 mil para a praga em 1711. A cidade também foi atingida por dois grandes incêndios que destruíram grande parte de sua infraestrutura. O Incêndio de Copenhaga de 1728 foi o maior da história de Copenhaga. Começou na noite de 20 de outubro e continuou a arder até a manhã de 23 de outubro, destruindo aproximadamente 28% da cidade, deixando cerca de 20% da população desabrigada. Nada menos que 47% da parte medieval da cidade foi completamente perdida. Juntamente com o incêndio de 1795, é a principal razão pela qual poucos vestígios da cidade velha podem ser encontrados na cidade moderna.
Seguiu-se uma quantidade substancial de reconstrução. Em 1733, o trabalho começou na residência real do Palácio de Christiansborg, que foi concluído em 1745. Em 1749, o desenvolvimento do prestigioso distrito de Frederiksstaden foi iniciado. Projetado por Nicolai Eigtved no estilo rococó, seu centro continha as mansões que agora formam o Palácio de Amalienborg. Grandes extensões para a base naval de Holmen foram realizadas enquanto a importância cultural da cidade foi reforçada com o Teatro Real da Dinamarca e a Academia Real de Belas Artes.
Na segunda metade do século XVIII, Copenhaga se beneficiou da neutralidade da Dinamarca durante as guerras entre as principais potências da Europa, permitindo-lhe desempenhar um papel importante no comércio entre os estados ao redor do Mar Báltico. Depois que Christiansborg foi destruído por um incêndio em 1794 e outro incêndio causou sérios danos à cidade em 1795, o trabalho começou no marco clássico de Copenhaga de Højbro Plads enquanto Nytorv e Gammeltorv convergiam.

### Século XIX
Em 2 de abril de 1801, uma frota britânica sob o comando do almirante Sir Hyde Parker atacou e derrotou a frota neutra dinamarquesa-norueguesa ancorada perto de Copenhaga. O vice-almirante Horatio Nelson liderou o ataque principal. Ele notoriamente desobedeceu a ordem de retirada de Parker, destruindo muitos dos navios Dano-Noruegueses antes que uma trégua fosse acordada. Copenhaga é muitas vezes considerada a batalha mais dura de Nelson, superando até mesmo a luta pesada em Batalha de Trafalgar. Foi durante esta batalha que Lorde Nelson disse ter "colocado o telescópio no olho cego" para não ver o sinal do Almirante Parker para cessar fogo.

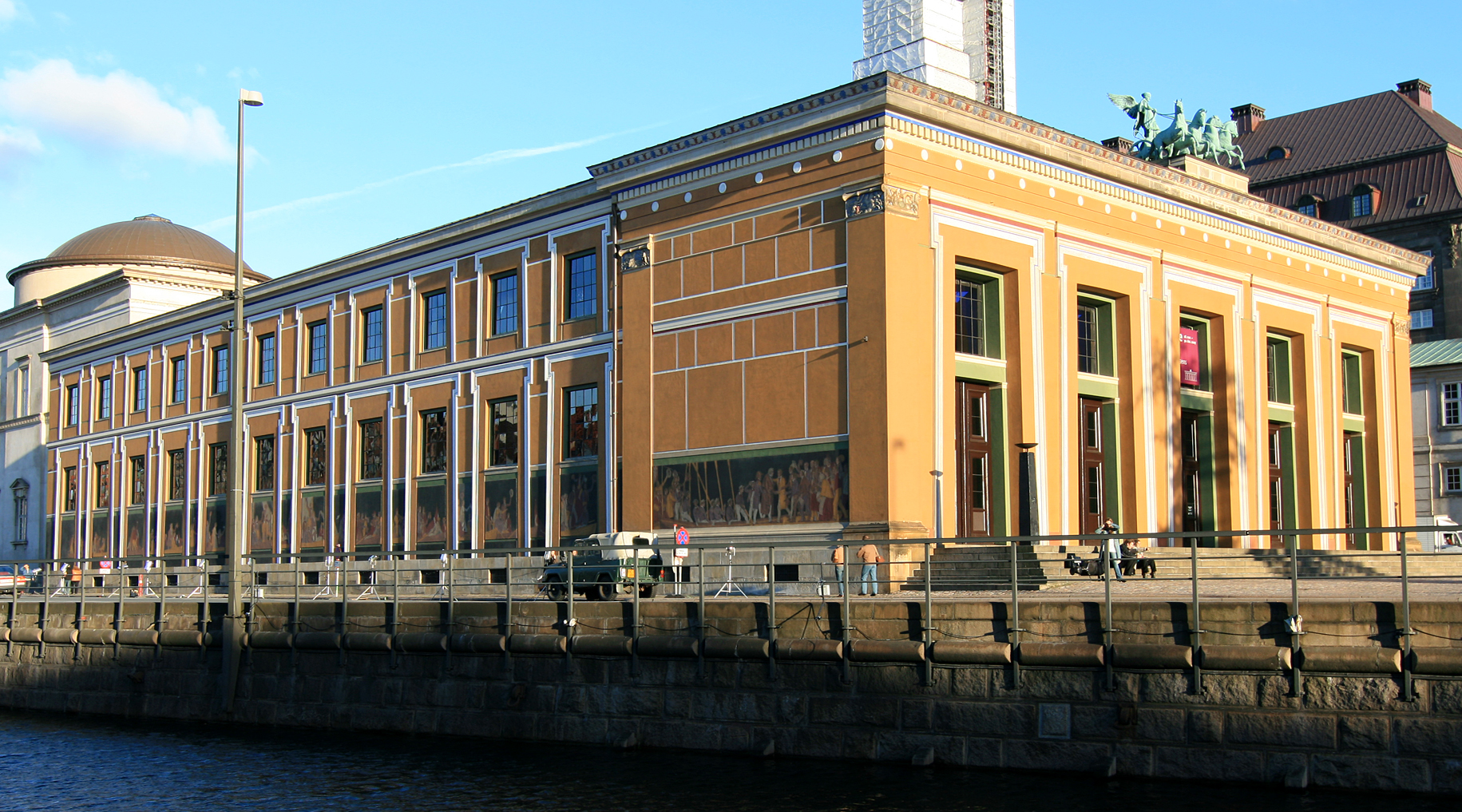
Gottlieb Bindesbøll Thorvaldsen Museum

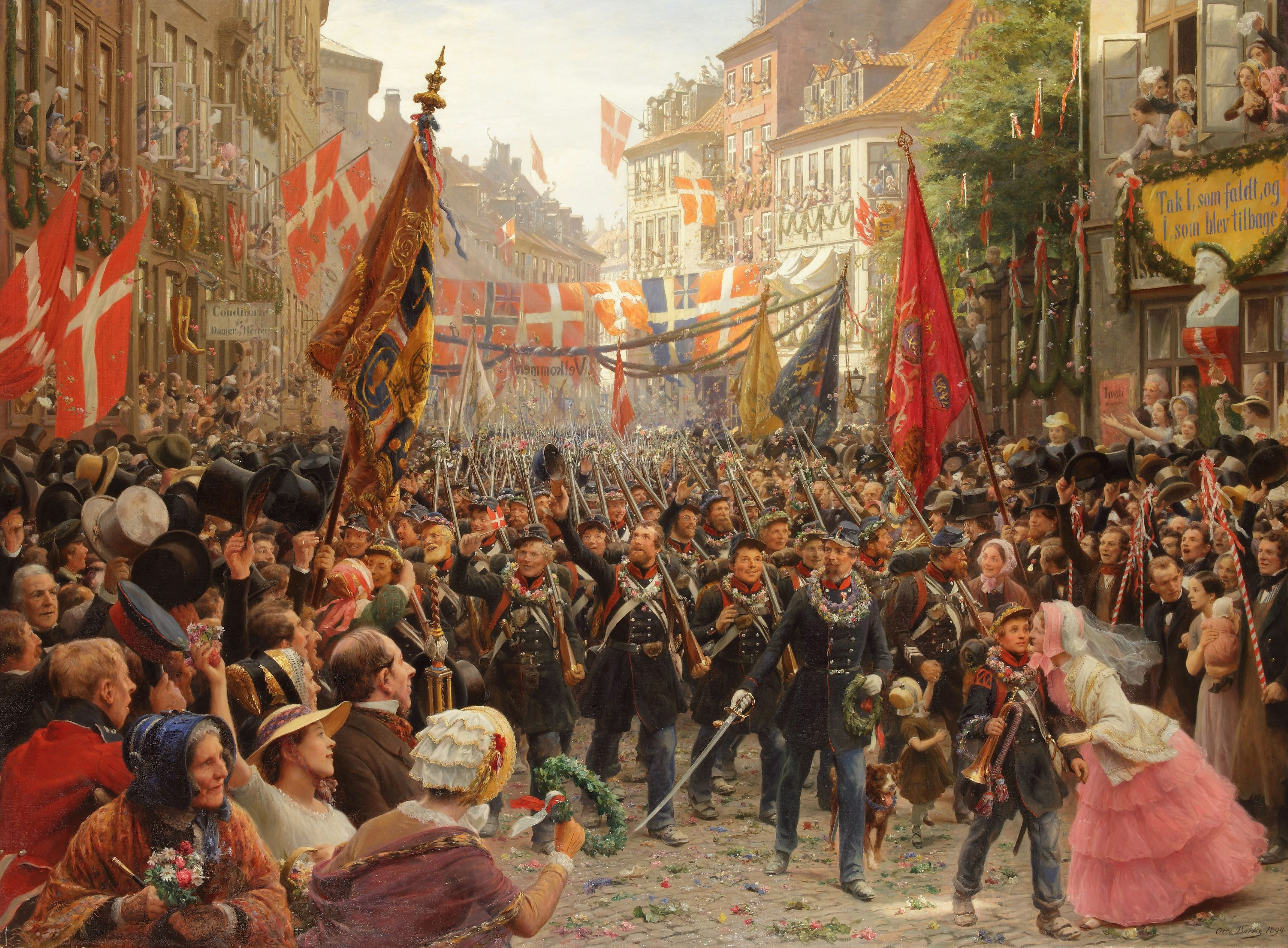
Soldados dinamarqueses retornando a Copenhague em 1849, após a Primeira Guerra do Schleswig – pintura de Otto Bache (1894)

A Segunda Batalha de Copenhague (ou o Bombardeio de Copenhague) (16 de agosto — 5 de setembro de 1807) foi do ponto de vista britânico um ataque preventivo a Copenhague, visando a população civil para capturar novamente a frota Dano-Norueguesa. Mas do ponto de vista dinamarquês, a batalha foi um bombardeio de terror em sua capital. Particularmente notável foi o uso de foguetes incendiários Congreve (contendo fósforo, que não pode ser extinto com água) que atingiram aleatoriamente a cidade. Poucas casas com telhados de palha permaneceram após o bombardeio. A maior igreja, Vor frue Kirke, foi destruída pela artilharia marítima. Vários historiadores consideram esta batalha o primeiro ataque terrorista contra uma grande cidade europeia nos tempos modernos.

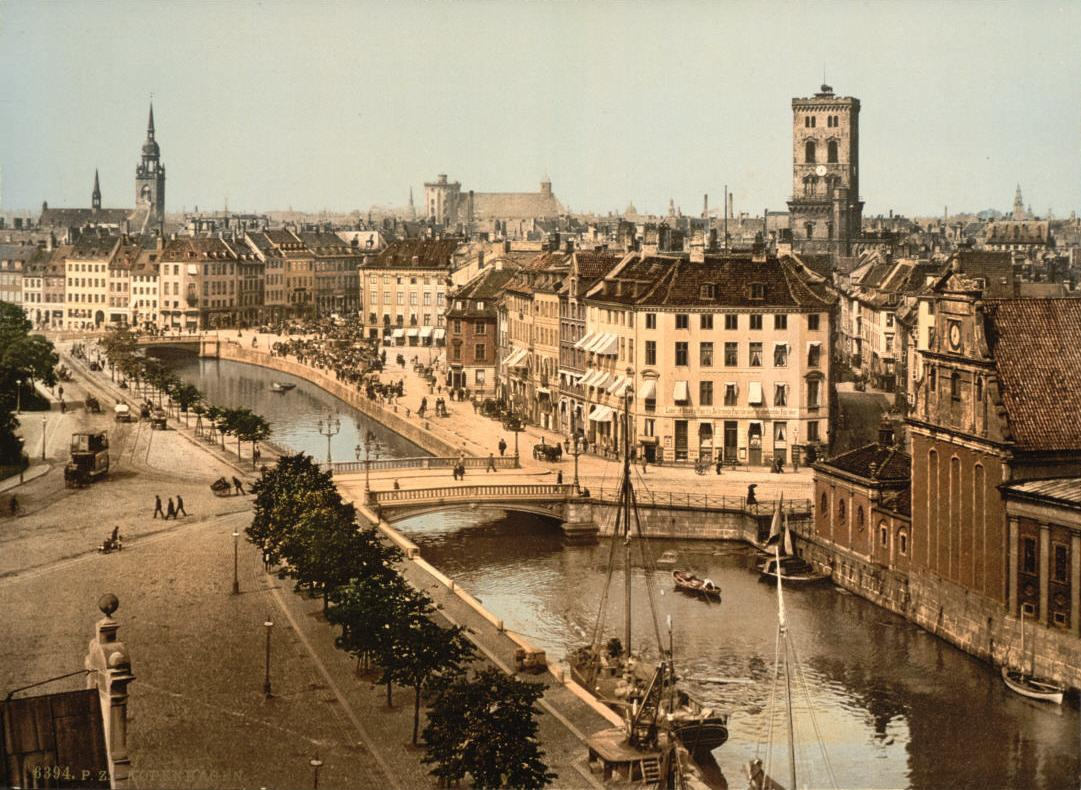
Canal Slotsholmen, visto do edifício Børsen (c. 1900). Ao fundo, da esquerda para a direita: Igreja do Espírito Santo, Complexo da Trindade, Galeria de Arte Nikolaj e Igreja de Holmen.

Os britânicos desembarcaram 30 mil homens, cercaram Copenhague e o ataque continuou nos três dias seguintes, matando cerca de 2 mil civis e destruindo a maior parte da cidade. A devastação foi tão grande porque Copenhague contava com uma antiga linha de defesa cujo alcance limitado não alcançava os navios britânicos e sua artilharia de longo alcance.
Apesar dos desastres do início do século XIX, Copenhaga experimentou um período de intensa criatividade cultural conhecido como a Era de Ouro Dinamarquesa. A pintura prosperou sob C.W. Eckersberg e seus alunos, enquanto C.F. Hansen e Gottlieb Bindesbøll trouxeram um visual neoclássico para a arquitetura da cidade. No início da década de 1850, as muralhas da cidade foram abertas para permitir a construção de novas habitações em torno de Søerne que faziam fronteira com as antigas defesas a oeste. Na década de 1880, os distritos de Nørrebro e Vesterbro se desenvolveram para acomodar aqueles que vinham das províncias para participar da industrialização da cidade. Este aumento dramático de espaço estava muito atrasado, pois não apenas as antigas muralhas estavam desatualizadas como sistema de defesa, mas o mau saneamento na cidade velha tinha que ser superado. A partir de 1886, a muralha oeste (Vestvolden) foi nivelada, permitindo grandes extensões do porto levando ao estabelecimento do Porto Livre de Copenhaga 1892–94. A eletricidade chegou em 1892 com os bondes elétricos em 1897. A expansão das moradias para áreas fora das antigas muralhas provocou um grande aumento da população. Em 1840, Copenhague era habitada por aproximadamente 120 000 pessoas. Em 1901, tinha cerca de 400 mil habitantes.

### Século XX

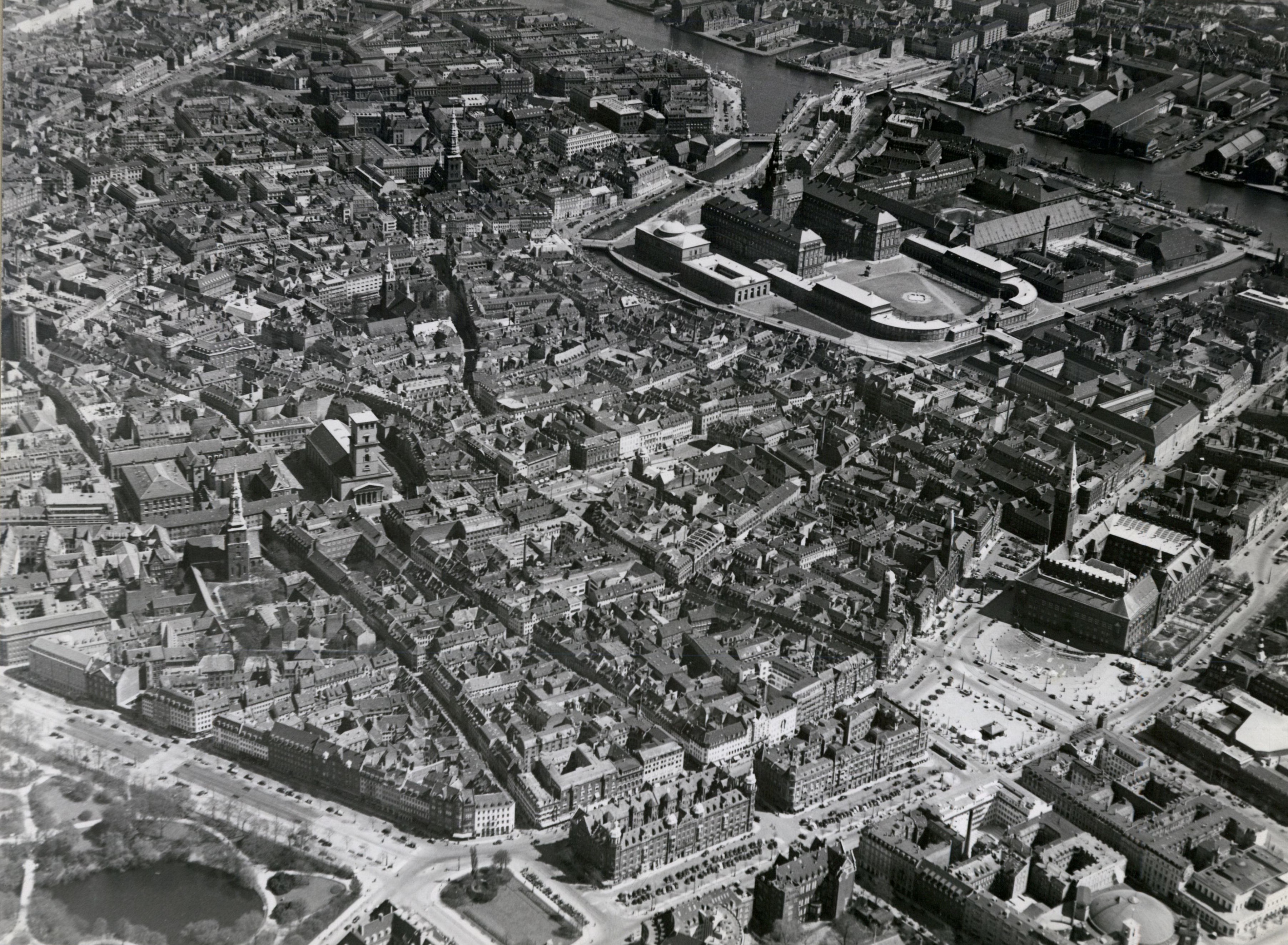
Centro de Copenhaga em 1939

No início do século XX, Copenhaga havia se tornado uma próspera cidade industrial e administrativa. Com sua nova prefeitura e estação ferroviária, seu centro foi desenhado para o oeste. Novos conjuntos habitacionais cresceram em Brønshøj e Valby, enquanto Frederiksberg se tornou um enclave dentro da cidade de Copenhaga. A parte norte de Amager e Valby também foram incorporadas à cidade de Copenhague em 1901–1902.
Como resultado da neutralidade da Dinamarca na Primeira Guerra Mundial, Copenhaga prosperou com o comércio com a Grã-Bretanha e a Alemanha, enquanto as defesas da cidade foram mantidas por cerca de 40 mil soldados durante a guerra.
Na década de 1920, houve uma grave escassez de bens e habitação. Planos foram elaborados para demolir a parte antiga de Christianshavn e livrar-se das piores áreas de favelas da cidade. No entanto, não foi até a década de 1930 que ocorreram desenvolvimentos habitacionais substanciais, com a demolição de um lado da Torvegade de Christianhavn para construir cinco grandes blocos de apartamentos.

### Segunda Guerra Mundial

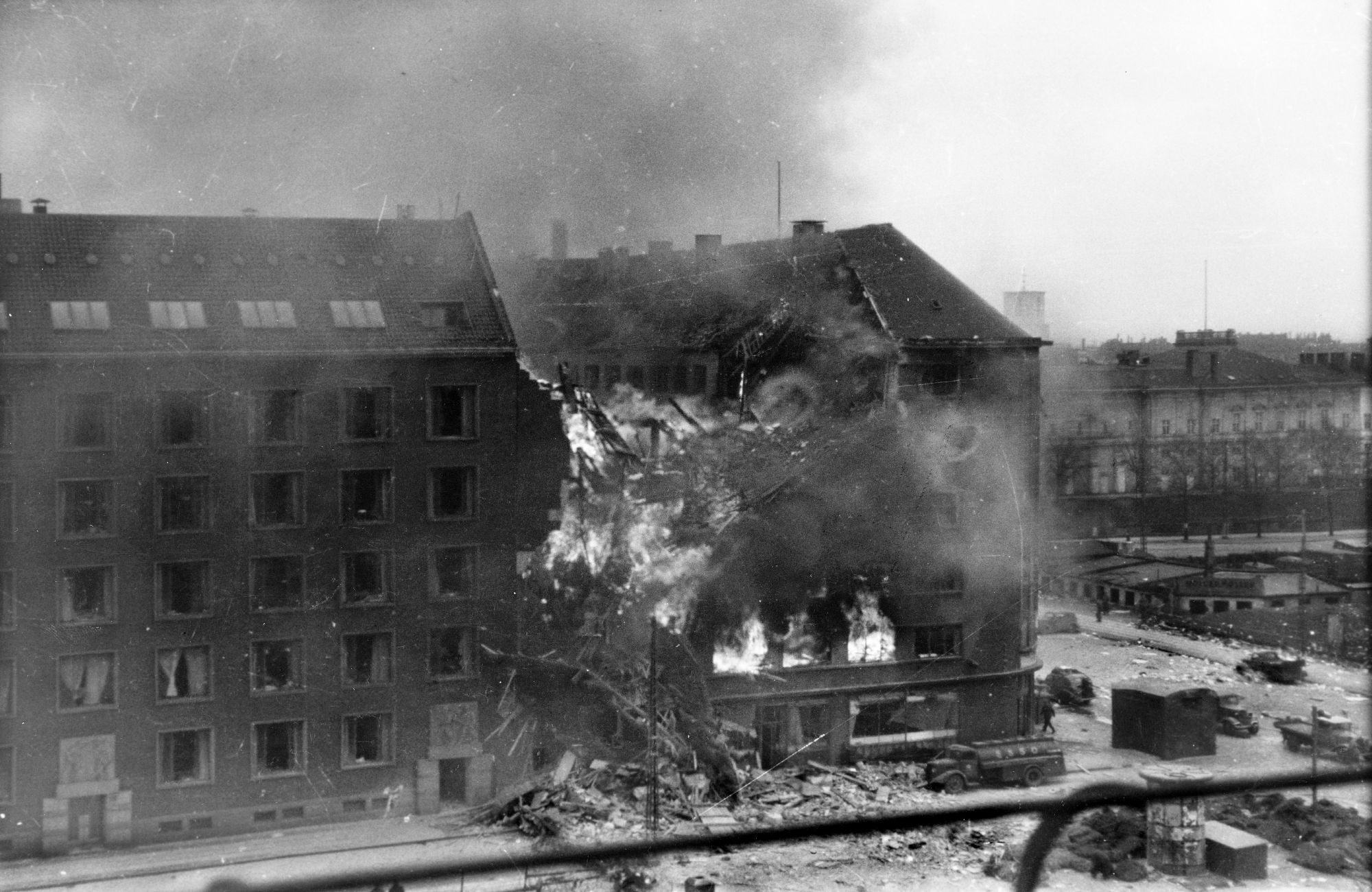
O bombardeio da RAF ao quartel-general da Gestapo em março de 1945 foi coordenado com o movimento de resistência dinamarquês

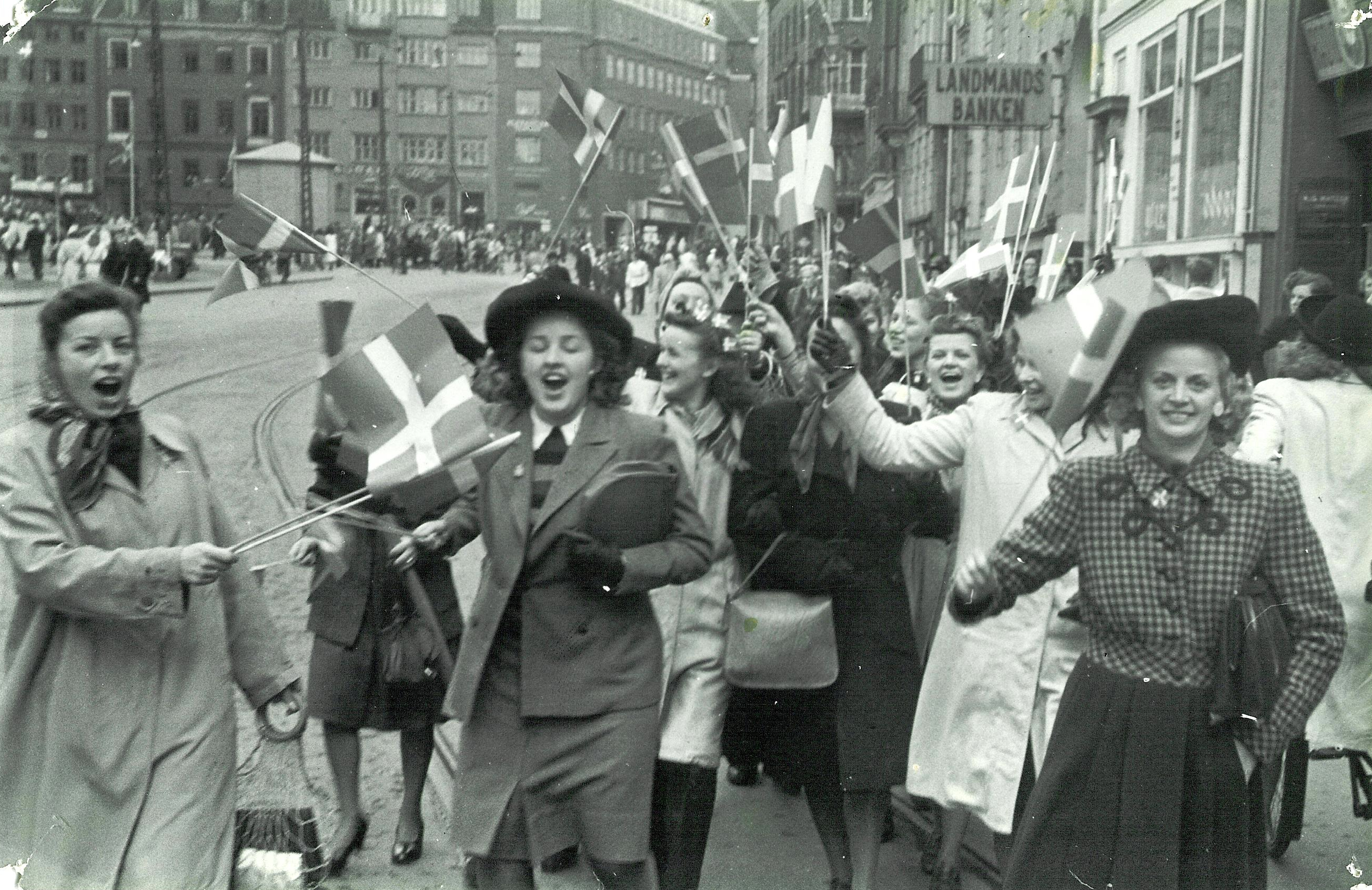
Pessoas comemorando a libertação da Dinamarca em Strøget em Copenhaga, 5 de maio de 1945. A Alemanha se rendeu três dias depois

Na Dinamarca, durante a Segunda Guerra Mundial, Copenhaga foi ocupada pelas tropas alemãs junto com o resto do país de 9 de abril de 1940 a 4 de maio de 1945. O líder alemão Adolf Hitler esperava que a Dinamarca fosse "um protetorado modelo" e inicialmente as autoridades nazistas tentaram chegar a um entendimento com o governo dinamarquês. A eleição parlamentar dinamarquesa de 1943 também foi permitida, com apenas o Partido Comunista excluído. Mas em agosto de 1943, após o colapso da colaboração do governo com as forças de ocupação, vários navios foram afundados no porto de Copenhaga pela Marinha Dinamarquesa para impedir seu uso pelos alemães. Naquela época, os nazistas começaram a prender judeus, embora a maioria conseguisse fugir para a Suécia.
Em 1945, Ole Lippman, líder da seção dinamarquesa do Executivo de Operações Especiais, convidou a Força Aérea Real Britânica para auxiliar suas operações atacando o quartel-general nazista em Copenhaga. Consequentemente, o vice-marechal do ar, Sir Basil Embry, elaborou planos para um ataque de precisão espetacular ao edifício Sicherheitsdienst e Gestapo, os antigos escritórios da Shell Oil Company. Prisioneiros políticos foram mantidos no sótão para evitar um ataque aéreo, então a RAF teve que bombardear os níveis mais baixos do prédio.
O ataque, conhecido como "Operação Cartago", ocorreu em 22 de março de 1945, em três pequenas ondas. Na primeira onda, todos os seis aviões (carregando uma bomba cada) atingiram seu alvo, mas uma das aeronaves caiu perto da Frederiksberg Girls School. Por causa dessa queda, quatro dos aviões nas duas ondas seguintes assumiram que a escola era o alvo militar e apontaram suas bombas para a escola, causando a morte de 123 civis (dos quais 87 eram crianças em idade escolar). No entanto, 18 dos 26 presos políticos no Edifício Shell conseguiram escapar enquanto os arquivos da Gestapo foram completamente destruídos.
Em 8 de maio de 1945, Copenhaga foi oficialmente libertada pelas tropas britânicas comandadas pelo marechal de campo Bernard Montgomery, que supervisionou a rendição de 30 mil alemães situados nos arredores da capital.

### Décadas pós-guerra
Pouco depois do fim da guerra, foi introduzido em 1947 um inovador projeto de desenvolvimento urbano conhecido como Finger Plan, que incentivava a criação de novas habitações e empresas intercaladas com grandes áreas verdes ao longo de cinco "dedos" que se estendiam desde o centro da cidade ao longo da rota de trem S-Bahn. Com a expansão do estado de bem-estar e as mulheres entrando na força de trabalho, escolas, creches, instalações esportivas e hospitais foram estabelecidos em toda a cidade. Como resultado da agitação estudantil no final dos anos 1960, o antigo quartel Bådsmandsstrade em Christianshavn foi ocupado, levando ao estabelecimento de Christiania em setembro de 1971.
O tráfego motorizado na cidade cresceu significativamente e em 1972 os bondes foram substituídos por ônibus. A partir da década de 1960, por iniciativa do jovem arquiteto Jan Gehl, foram criadas ruas de pedestres e ciclovias no centro da cidade. A atividade no porto de Copenhaga diminuiu com o fechamento da Base Naval de Holmen. O Aeroporto de Copenhaga passou por uma expansão considerável, tornando-se um hub para os países nórdicos. Na década de 1990, empreendimentos habitacionais de grande escala foram realizados na área do porto e no oeste de Amager. O edifício Black Diamond da biblioteca nacional à beira-mar foi concluído em 1999.

### Século XXI

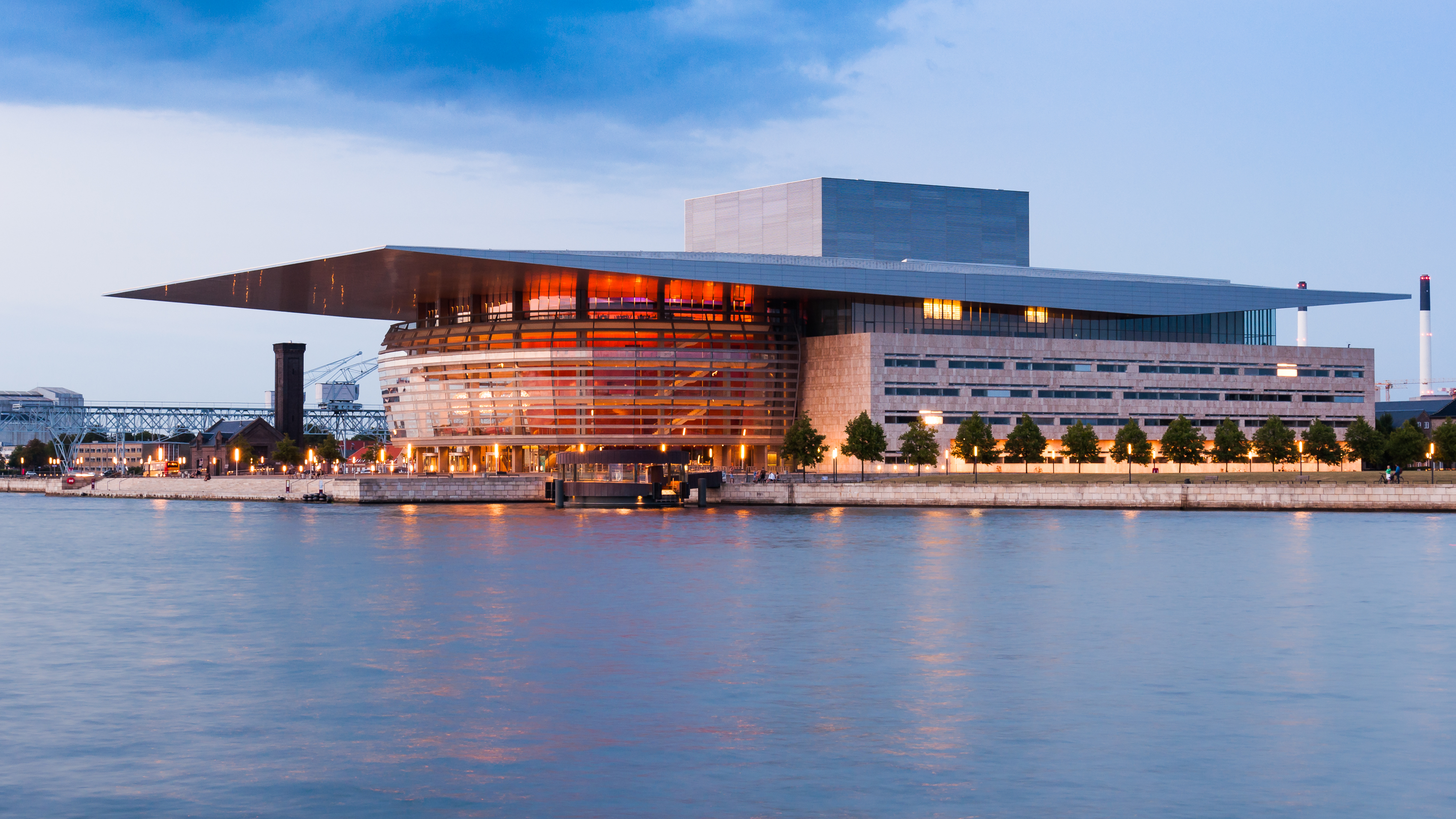
Casa de Ópera de Copenhague

Desde o verão de 2000, Copenhague e a cidade sueca de Malmo estão conectadas pela Ponte de Øresund, que transporta tráfego ferroviário e rodoviário. Como resultado, Copenhague tornou-se o centro de uma área metropolitana maior que abrange ambas as nações. A ponte trouxe mudanças consideráveis no sistema de transporte público e levou ao extenso redesenvolvimento de Amager. Os setores de serviços e comércio da cidade se desenvolveram enquanto várias instituições bancárias e financeiras foram estabelecidas. As instituições educacionais também ganharam importância, especialmente a Universidade de Copenhague com seus 35 mil alunos. Outro desenvolvimento importante para a cidade foi o Metrô de Copenhaga, o sistema ferroviário inaugurado em 2002 com acréscimos até 2007, transportando cerca de 54 milhões de passageiros até 2011.
Na frente cultural, a Casa de Ópera de Copenhaga, um presente para a cidade do magnata da navegação Mærsk Mc-Kinney Møller em nome da fundação A.P. Møller, foi concluída em 2004. Em dezembro de 2009, Copenhaga ganhou destaque internacional quando sediou a reunião mundial sobre o clima COP15.
Em 3 de julho de 2022, três pessoas foram mortas em um tiroteio no shopping Field's em Copenhaga. O inspetor chefe de polícia Søren Thomassen anunciou a prisão de um homem de 22 anos e disse que a polícia não pode descartar um ato de terrorismo.

## Geografia

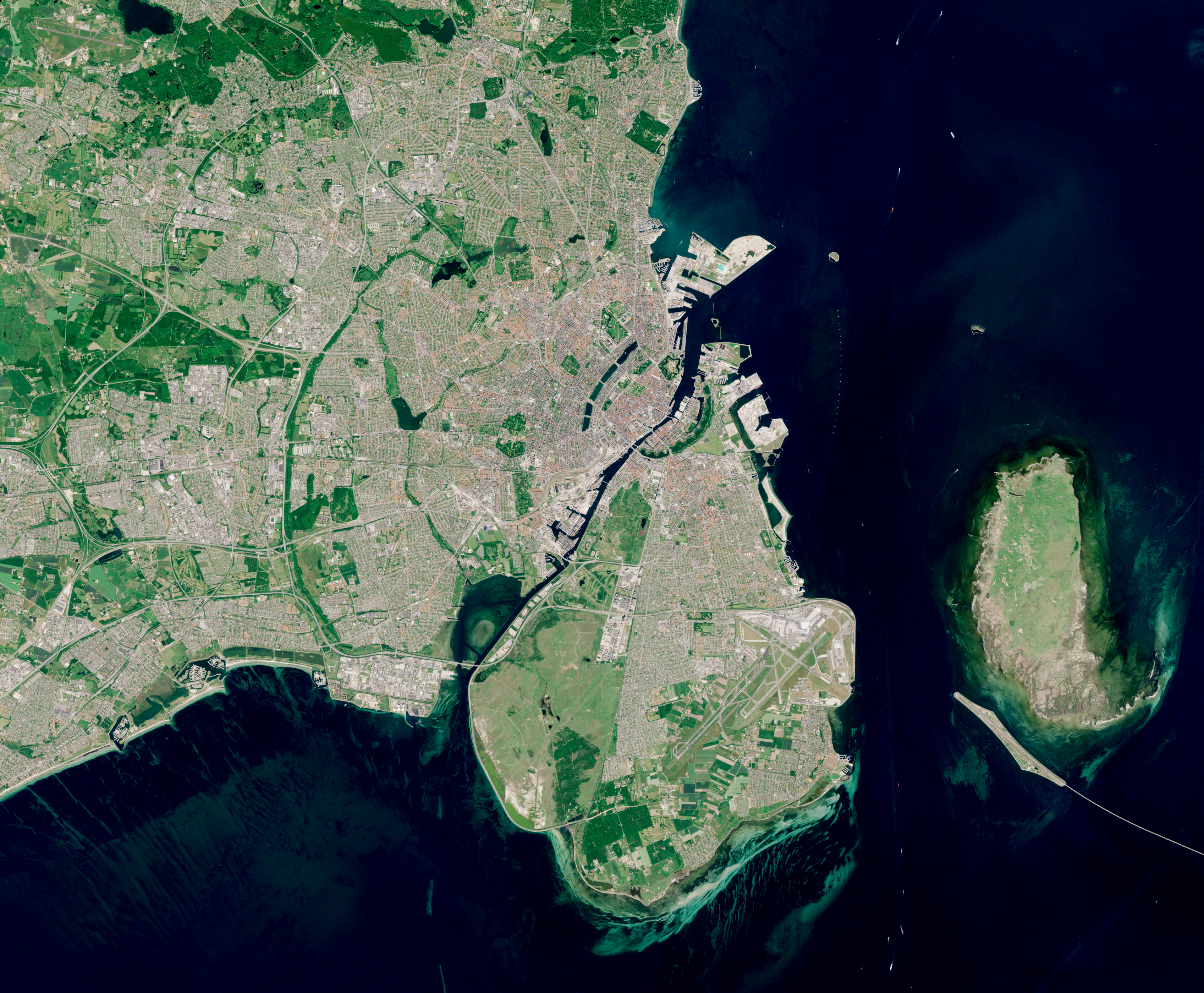
Imagem de satélite de Copenhaga

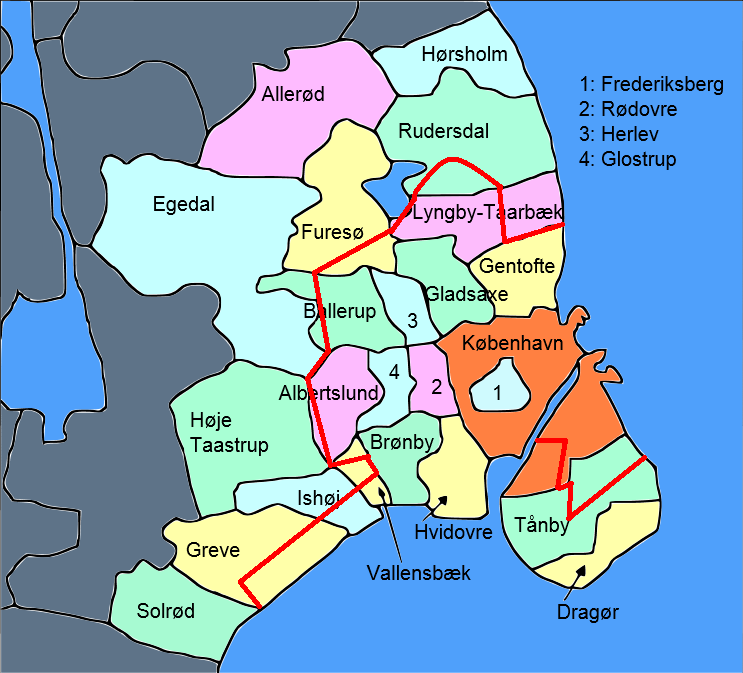
A linha vermelha mostra a extensão aproximada da área urbana de Copenhaga

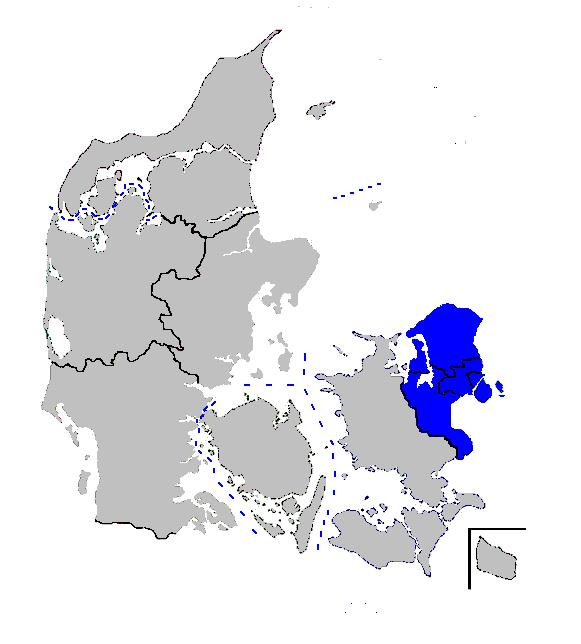
Área metropolitana de Copenhaga

Copenhaga faz parte da região de Øresund, que consiste em Zelândia, Lolland-Falster e Bornholm na Dinamarca e Escânia na Suécia. Está localizado na costa leste da ilha da Zelândia, parcialmente na ilha de Amager e em várias ilhotas naturais e artificiais entre as duas. Copenhaga enfrenta o Øresund a leste, o estreito de água que separa a Dinamarca da Suécia e que liga o Mar do Norte ao Mar Báltico. A cidade sueca de Malmö e a cidade de Landskrona ficam no lado sueco do estreito, diretamente em frente a Copenhaga. Por estrada, Copenhague fica a 42 km a noroeste de Malmö, Suécia, 85 km a nordeste de Næstved, 164 km a nordeste de Odense, 295 km a leste de Esbjerg e 188 km ao sudeste de Aarhus por mar e estrada via Sjællands Odde.
O centro da cidade fica na área originalmente definida pelas antigas muralhas, que ainda são chamadas de Anel de Fortificação (Fæstningsringen) e mantidas como uma faixa parcialmente verde ao seu redor. Em seguida, vêm os bairros residenciais do final do século XIX e início do século XX de Østerbro, Nørrebro, Vesterbro e Amagerbro. As áreas periféricas de Kongens Enghave, Valby, Vigerslev, Vanløse, Brønshøj, Utterslev e Sundby seguiram de 1920 a 1960. Elas consistem principalmente de residências e apartamentos frequentemente aprimorados com parques e vegetação.

### Topografia
A área central da cidade consiste em um terreno plano relativamente baixo formado por moreias da última era glacial, enquanto as áreas montanhosas ao norte e oeste frequentemente se elevam a 50 m acima do nível do mar. As encostas de Valby e Brønshøj atingem alturas de mais de 30 m, divididas por vales que vão do nordeste ao sudoeste. Perto do centro estão os lagos Copenhagen de Sortedams Sø, Peblinge Sø e Sankt Jørgens Sø.
Copenhaga repousa sobre um subsolo de calcário com camadas de pederneira depositado no período Danian, cerca de 60 a 66 milhões de anos atrás. Alguma areia verde do Selandian também está presente. Existem algumas falhas na área, a mais importante das quais é a falha de Carlsberg, que corre de noroeste a sudeste através do centro da cidade. Durante a última era glacial, as geleiras erodiram a superfície deixando uma camada de morenas de até 15 m (49 pés) de espessura.

### Praias

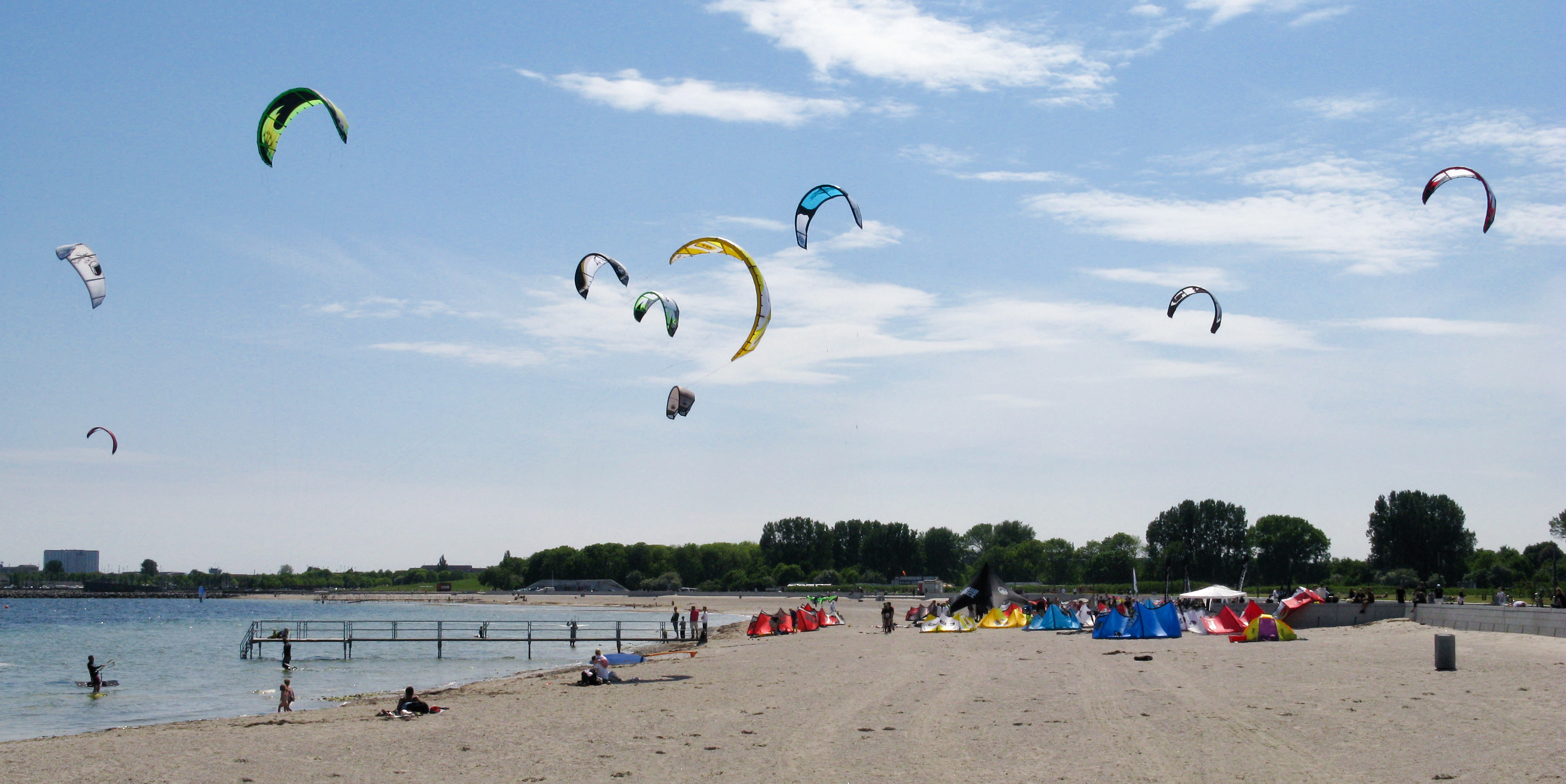
Amager Strandpark

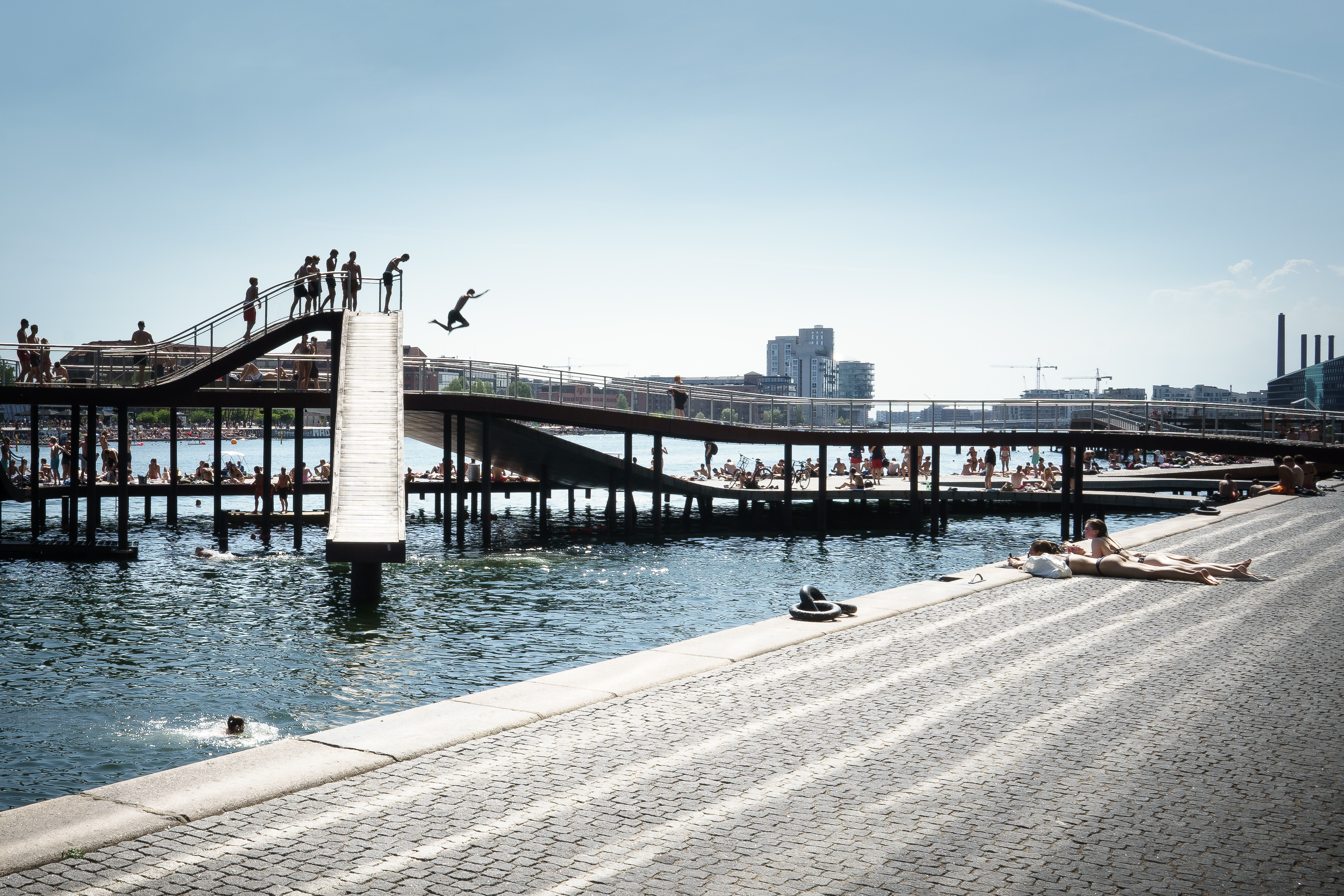
Kalvebod Bølge – praia pública dentro da cidade

O Amager Strandpark, inaugurado em 2005, é uma ilha artificial de 2 km de comprimento, com um total de 4,6 km de praias. Está localizado a apenas 15 minutos de bicicleta ou a poucos minutos de metrô do centro da cidade. Em Klampenborg, a cerca de 10 km do centro de Copenhague, fica a praia de Bellevue. Tem 700 m de comprimento e tem salva-vidas e chuveiros de água doce na praia.
As praias são complementadas por um sistema de Harbour Baths ao longo da orla de Copenhague. O primeiro e mais popular deles está localizado em Islands Brygge, que significa literalmente Cais da Islândia, e ganhou aclamação internacional por seu design.

## Demografia

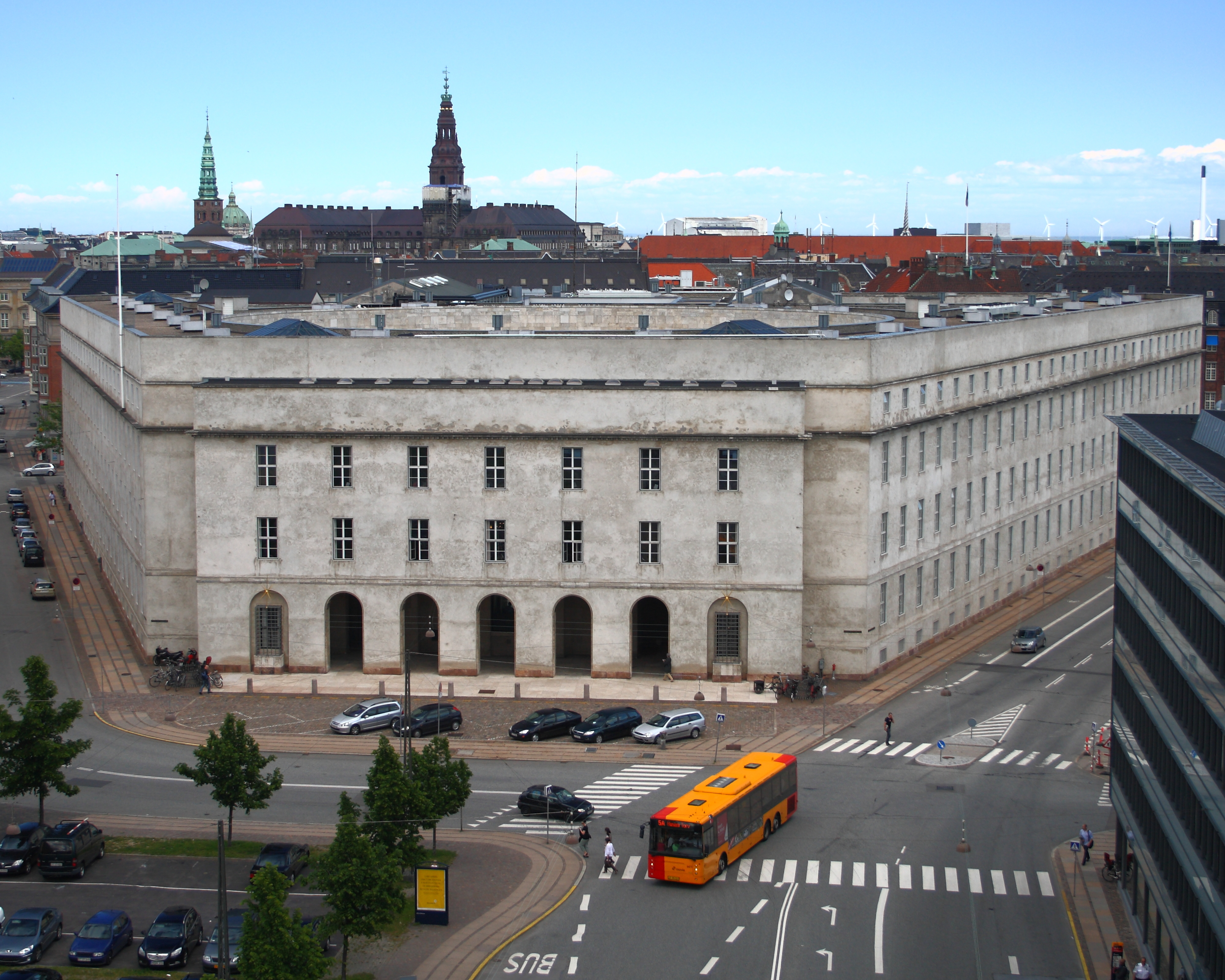
Quartel-general da polícia

Com a conclusão da transnacional Ponte de Oresund em 2000, Copenhague se tornou o centro da crescente integração da Região Transnacional de Oresund. Dentro desta região, Copenhague e a cidade sueca de Malmö estão em processo de conurbação em uma área metropolitana comum. Com cerca de 2,7 milhões de habitantes num raio de 50 km, Copenhague é uma das áreas mais densamente povoadas no norte da Europa. Copenhague é a cidade mais visitada dos países nórdicos, com 1,3 milhão de turistas internacionais em 2007.
Já não há cálculos estatísticos para o total da população da Grande Copenhaga. A recém-criada Região da Hovedstaden, não inclui os subúrbios no sul da Greve Kommune, Solrod e Koge. Estatísticas da Dinamarca revelam valores distintos para a população da cidade de Copenhague, e se você tomar os valores da Região da Hovedstaden — 1 973 km², 1 603 008 habitantes e 812 habitantes / km² — e colocá-las juntamente com dados de Greve Kommune, você obterá uma população de 1 835 467 em uma área de 2 673 km² (2008) de acordo com o órgão. Isto dá uma densidade populacional de 686 habitantes por km². Os 18 municípios da área metropolitana da Grande Copenhague, de acordo com as estatísticas, formam a maior área metropolitana do país.

## Economia

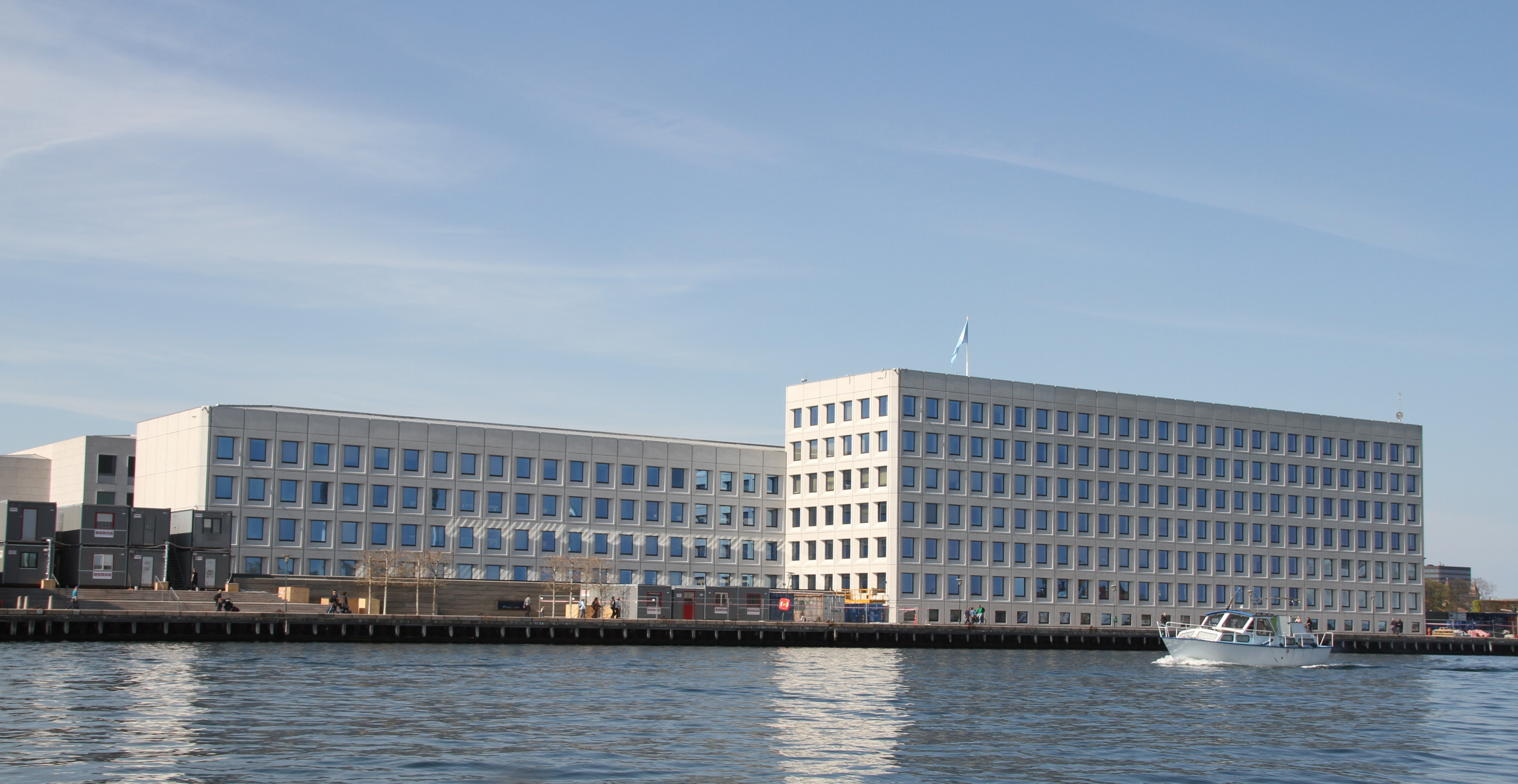
Sede da Møller & Maersk, uma das maiores empresas do país

Como principal centro de comércio da Dinamarca, Copenhaga controla as exportações e importações do país através do seu porto marítimo, que é um porto franco.
A cidade comercializa sobretudo produtos derivados do leite, da lã e do gado. As suas indústrias são variadas e incluem a têxtil, a química, a de motores, a de construção naval, a de relógios, a de artigos de pele, a do tabaco, a do mobiliário, a do chocolate, refinarias de açúcar, a de licores, destilarias e a de instrumentos musicais. No entanto, as mais famosas são a de artigos de porcelana (a Fábrica Real de Copenhaga foi fundada há 200 anos) e a de prata artesanal.

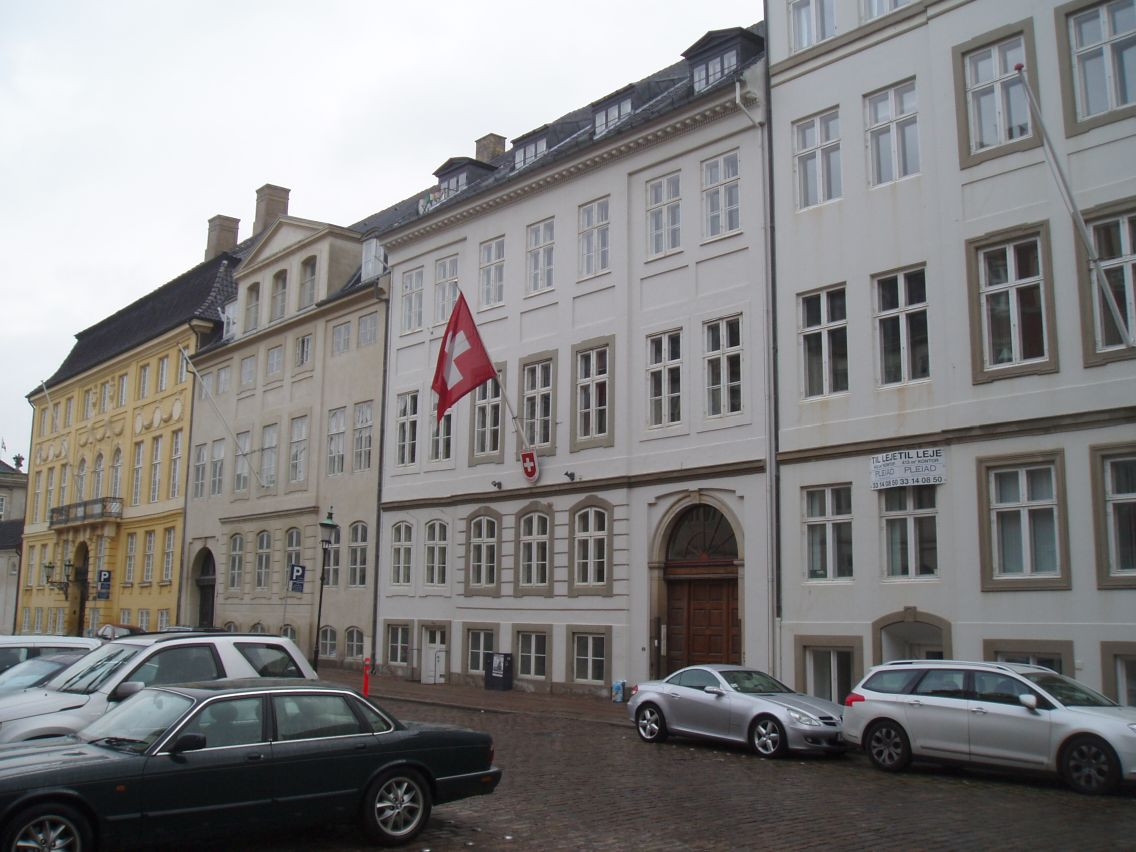
Embaixada suíça em Copenhaga

Copenhague possui uma universidade que data do século XV, a Real Universidade Veterinária e Agrícola e a Universidade Técnica da Dinamarca. É o centro de arte e literatura no contexto da Europa do Norte. Possui um teatro real desde 1874, com um consagrado ballet e uma biblioteca real com 600 000 livros.

### Cidades-irmãs
| - França — Paris - Islândia — Reykjavík - Chéquia — Praga | - México — Campeche - Finlândia — Helsínquia - Suécia — Estocolmo | - Gronelândia — Nuuk - Noruega — Oslo - Ilhas Feroé — Tórshavn - Brasil — Distrito Federal — Brasília - China — Pequim |

## Infraestrutura

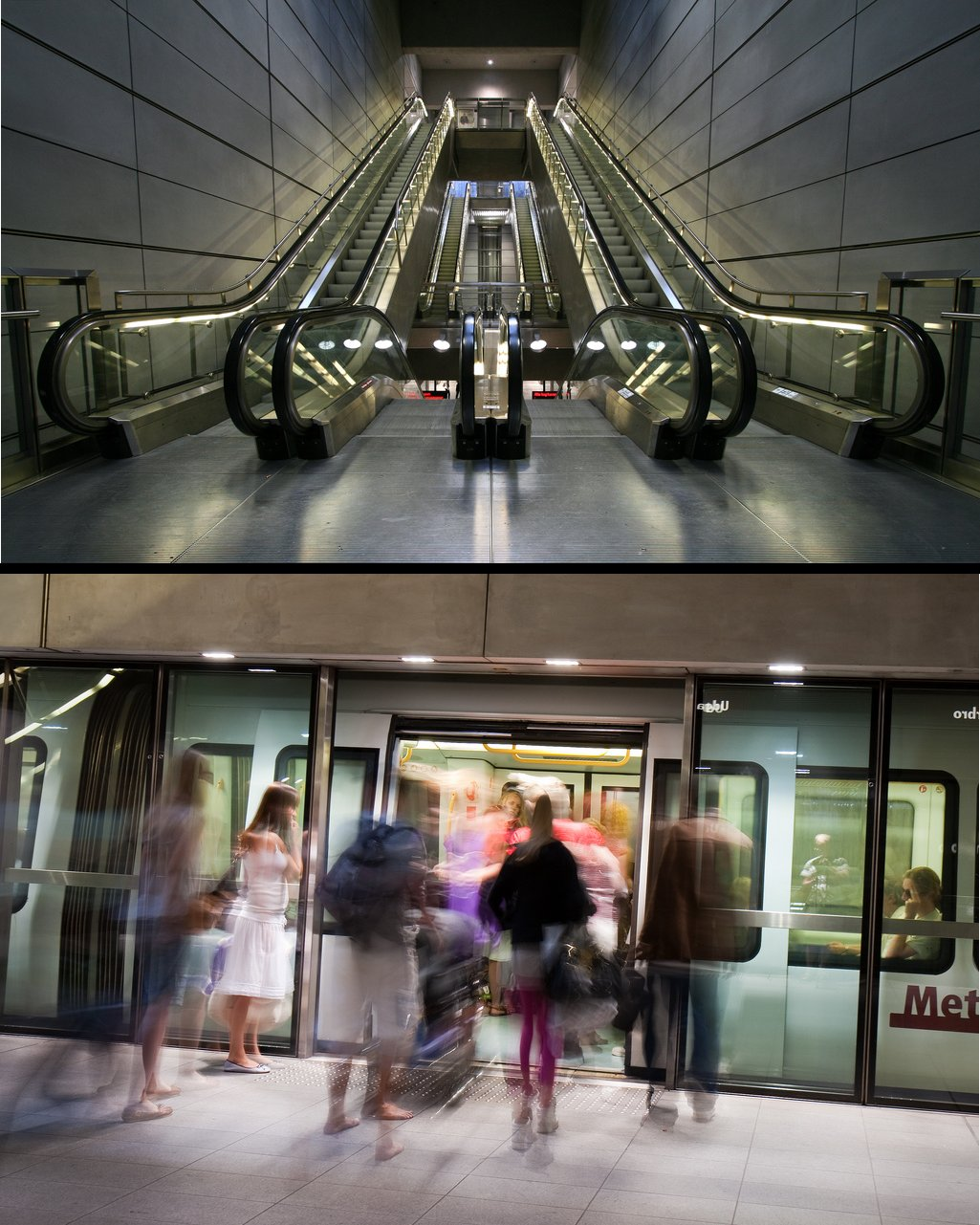
Metro de Copenhague

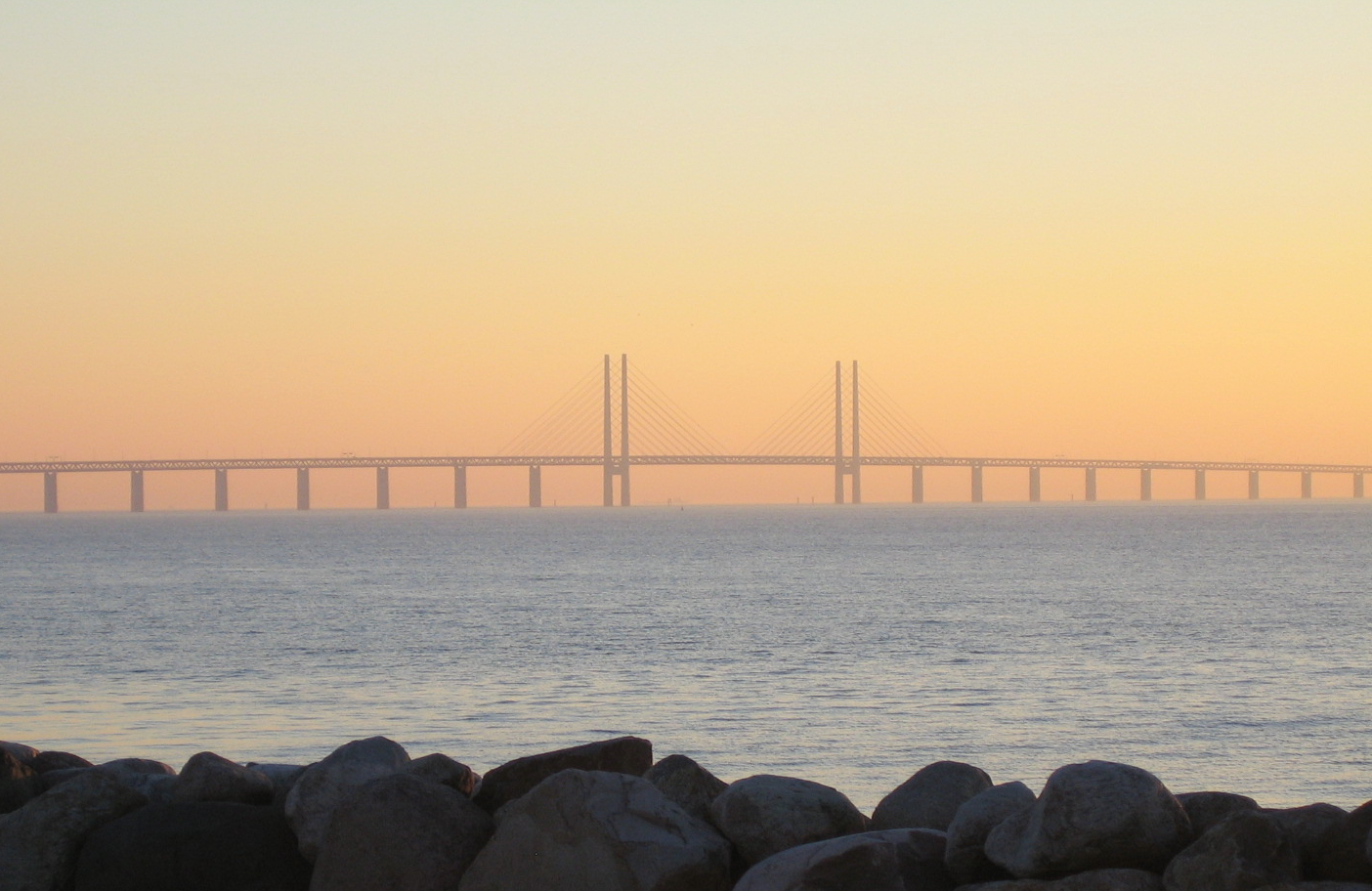
A Ponte do Øresund

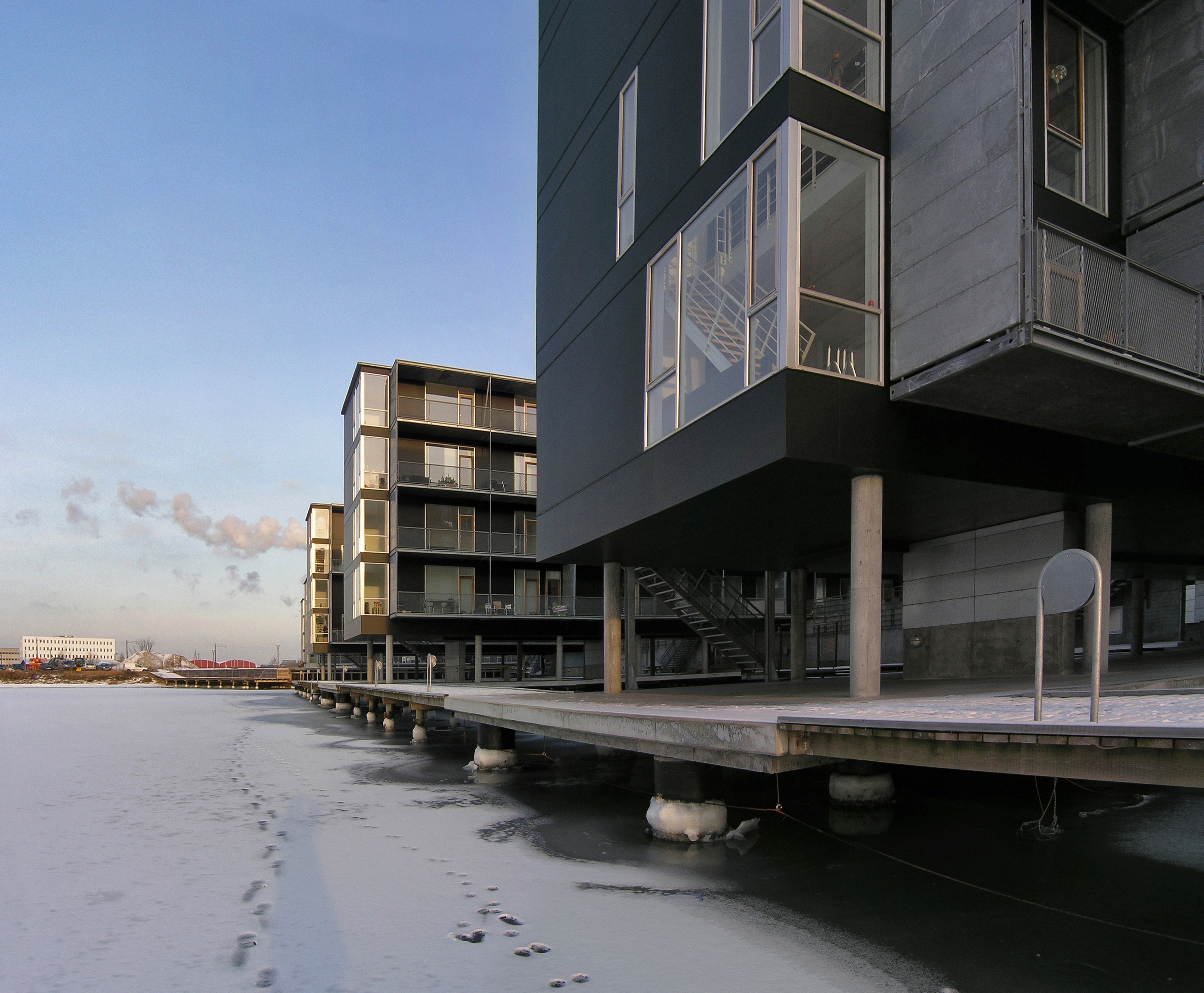
Casas modernas na marina de Copenhague

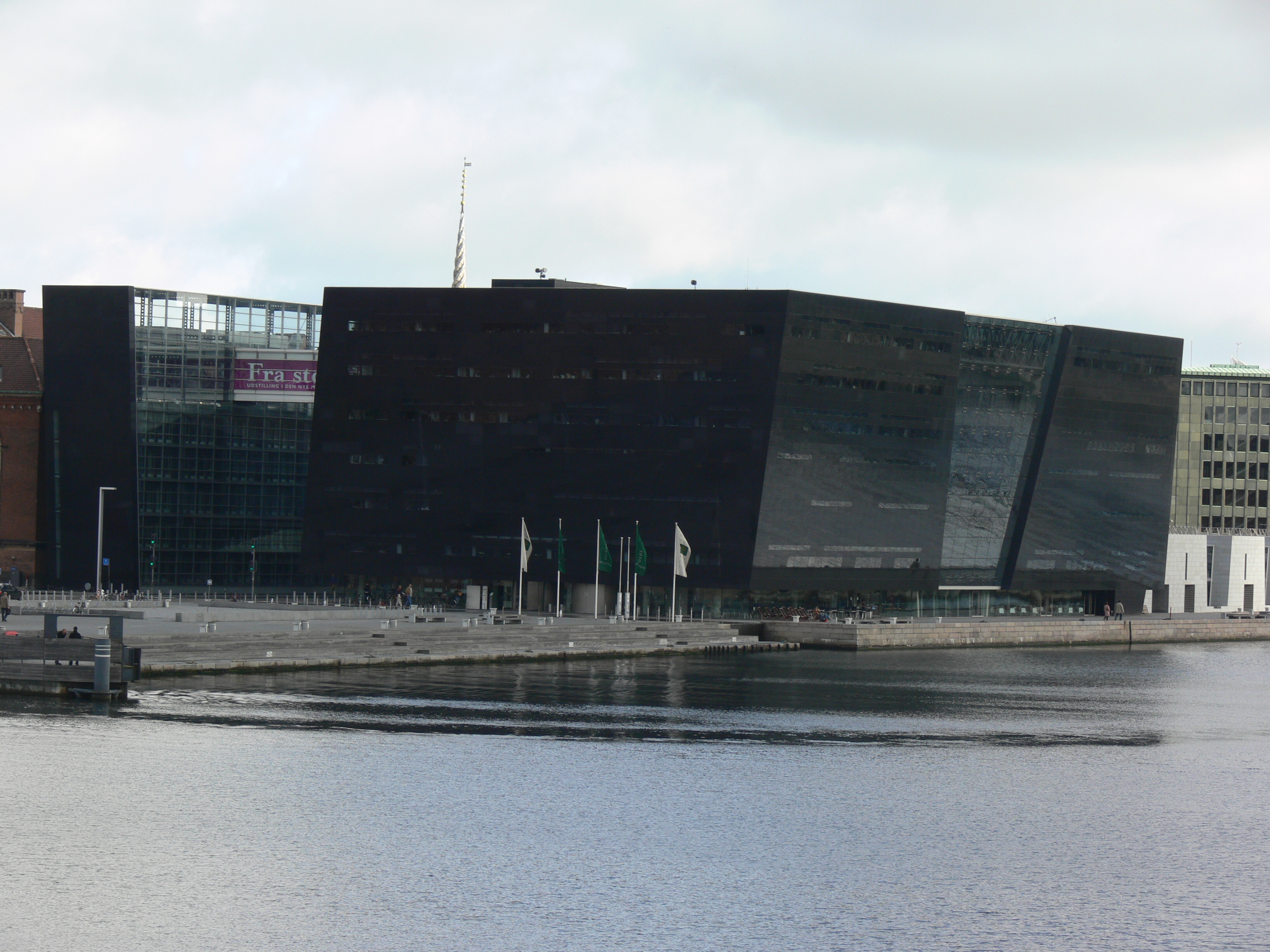
A Biblioteca Real da Dinamarca

Copenhague é um importante centro regional de cultura, negócios, mídia e ciência. Em 2008, Copenhague ficou na 4ª posição pela revista, de propriedade do Financial Times, fDi Magazine em sua lista de "Top 50 Cidades Europeias do Futuro", depois de Londres, Paris e Berlim. No Índice de Centros Mundiais de Comércio de 2008, publicado pela MasterCard, Copenhague foi classificada 14ª posição no mundo e na 1ª na Escandinávia. No Índice de Cidades Globais de 2008, Copenhague foi classificada na 36ª posição no mundo, 15ª na Europa e 2ª na Escandinávia. Ciências da vida, tecnologias de informação e de navegação são importantes sectores de pesquisa e desenvolvimento que desempenham um papel importante na economia da cidade.
Sua localização estratégica e excelente infraestrutura, com o maior aeroporto da Escandinávia, situado a 14 minutos de trem do centro da cidade, tornou-a um pólo regional e um local popular para a sedes regionais de empresas, bem como anfitriã de convenções internacionais. Como resultado, Copenhague é classificada na 3ª posição na Europa Ocidental e na 1ª posição entre os países nórdicos para atrair sedes de empresas e órgãos internacionais.
Copenhague tem sido repetidamente reconhecida como uma das cidades com melhor qualidade de vida do planeta e em 2008 foi apontada como a cidade mais habitável do mundo pela revista internacional Monocle no seu "Top 25 de Cidades mais Habitáveis" de 2008. Também é considerada uma das cidades mais ecológicas do mundo, com a água no interior do porto da cidade sendo tão limpa que pode ser usada para a natação, além de 36% de todos os cidadãos da cidade irem de bicicleta ao trabalho todos os dias.
Desde a virada do milênio, a cidade tem visto um forte desenvolvimento urbano e cultural e tem sido descrita como uma cidade em crescimento. Isto é parcialmente devido a investimentos maciços em equipamentos culturais, bem como infraestrutura e uma nova onda de sucesso de designers, chefs e arquitetos. Viajantes apontaram Copenhague como a cidade mais limpa da Europa.

### Transportes
A cidade de Copenhague possui uma infraestrutura moderna de transportes que faz da cidade uma das mais modernas da Europa setentrional nestes parâmetros.
Está servida pelo aeroporto de Copenhaga, a 8 km a sul do centro da cidade, e pela ponte do Øresund, atravessando o estreito de Øresund e ligando Copenhaga a Malmö, na Suécia.

#### Rodoviário
Copenhague dispõe de uma grande rede de rodovias e estradas públicas que conectam a capital dinamarquesa a diversas cidades locais, como a Ponte Öresund que faz ligação com a moderna Malmö na Suécia. Essa destacada obra de engenharia é composta por três partes (ponte, ilha artificial e túnel submerso), cujos custos de construção (5,7 bilhões de dólares) foram divididos igualmente pelos dois países por ela interligados. Porém, a quantidade de estradas está se tornando um critério obsoleto em relação ao tráfego crescente e aos congestionamentos contínuos na cidade. 

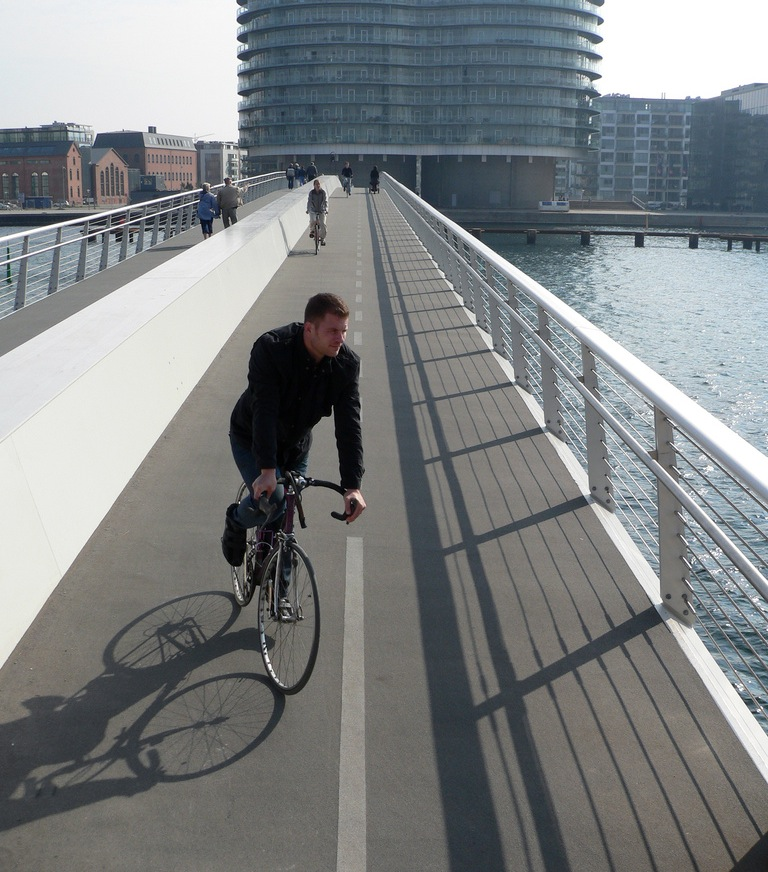
Bryggebroende, uma ponte exclusiva tanto para pedestres quanto para ciclistas em Copenhague, onde 37% da população montam em suas bicicletas todos os dias

Durante as horas de pico, cerca de 37% da população de Copenhague utilizam bicicletas para evitar os congestionamentos cada vez mais frequentes na cidade, fazendo com que Copenhague seja reconhecida como uma das cidades com maior número de ciclistas no mundo. Essa porcentagem deve subir para 40% até 2012 e para 50% até 2015. O governo de Copenhague também investe bastante na construção e manutenção de vias de ciclismo.
Como resultado, foi criado o termo Copenhagenize para descrever a política de incentivos do governo dinamarquês à construção de vias de ciclismo. Em reconhecimento a essa política de Copenhague, a cidade foi escolhida pela União Ciclística Internacional como a primeira Bike City.

#### Aeroportuário

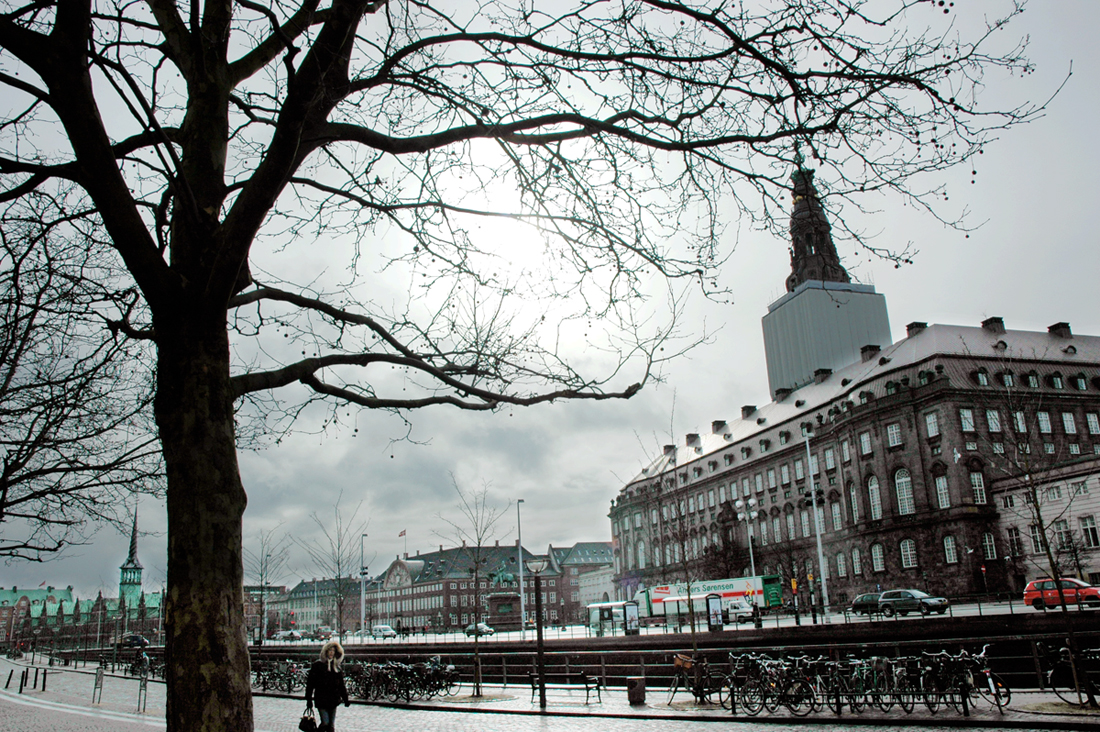
Christiansborg, a única construção do mundo que abriga simultaneamente os três poderes

O porto de Copenhague tem perdido sua influência e reconhecimento como porto industrial. Em 2001, o porto de Copenhague se fundiu com o porto de Malmö para criar o Copenhagen Malmö Port, que se destaca atualmente como destino de cruzeiros. Em 2007, o Porto Copenhague-Malmö Port recebeu 286 cruzeiros e 420 000 passageiros. Em 2008, o porto recebeu cerca de 310 navios e mais de 560 00 passageiros.
O Aeroporto de Copenhague é o principal aeroporto da cidade, sendo também o maior da Escandinávia e um dos 17 maiores da Europa. O aeroporto localiza-se na ilha de Amager, a cerca de quinze minutos do centro da cidade. A localização também faz com que o aeroporto sirva a região sul da Suécia. O Aeroporto de Copenhague ganhou o prêmio de "o melhor aeroporto da Europa" quatro vezes e de "o melhor aeroporto do mundo" duas vezes, sendo considerado um dos sete melhores aeroportos do mundo e o melhor da Europa.

### Áreas verdes

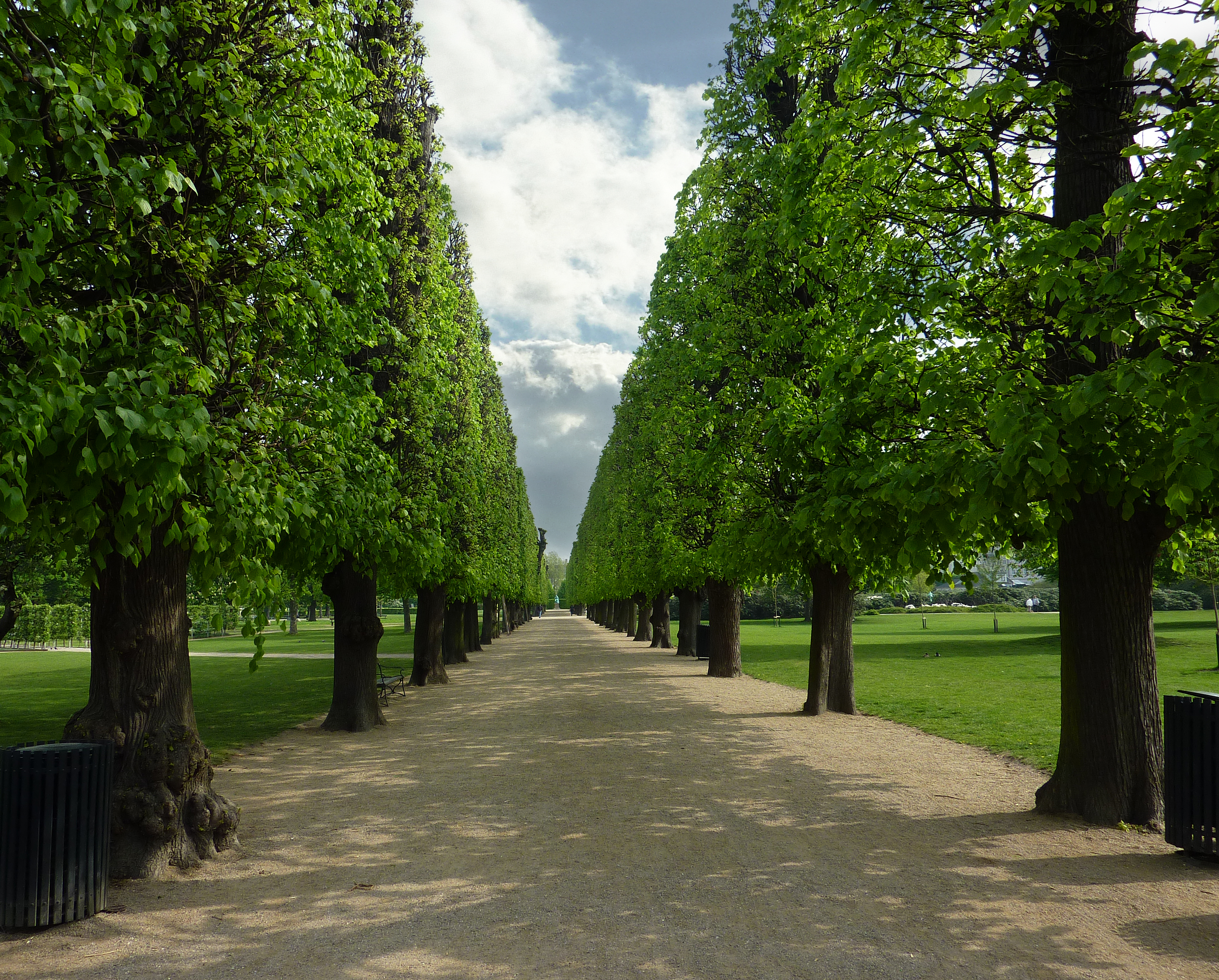
O Jardim do Rei, do Castelo Rosenborg

Copenhague é uma cidade verde, com muitos parques de pequeno ou grande porte. Foi institucionalizada uma lei municipal em Copenhague, em 2015, que todos os cidadãos devem ter um parque ou praia a menos de 15 minutos de casa a pé. Em conformidade com esta lei, vários novos parques, incluindo o inovador Superkilen, foram concebidos ou estão em desenvolvimento em áreas carentes de espaços verdes. O Jardim do Rei, do Castelo Rosenborg, é o parque mais antigo e mais visitado em Copenhague. Seu paisagismo foi iniciado por Christian IV em 1606. Todos os anos, o parque recebe mais de 2 500 000 visitantes.
Também localizado no centro da cidade está o Jardim Botânico, particularmente notável pelo grande número de estufas do século XIX que se concentra lá, doadas pelo fundador da cervejaria Carlsberg J.C Jacobsen. O Fælledparken, com 58 hectares, é o maior parque da cidade, sendo popular para a prática de desportos e por sediar eventos anuais como a ópera ao ar livre, além de outros concertos e o Grande Prêmio de Copenhague, uma corrida de carros antigos. Muitos dos cemitérios da cidade são também usados como parques, assim como em várias cidades europeias: os seus labirintos, gramados e avenidas arborizadas são usadas para atividades mais calmas como banho de sol ou meditação. O maior deles é o Vestre Kirkegaard, com 54 hectares.
Copenhague também conta com três praias, com um total aproximado de 8 km de praias de areia a 30 minutos de bicicleta do centro da cidade.

## Cultura

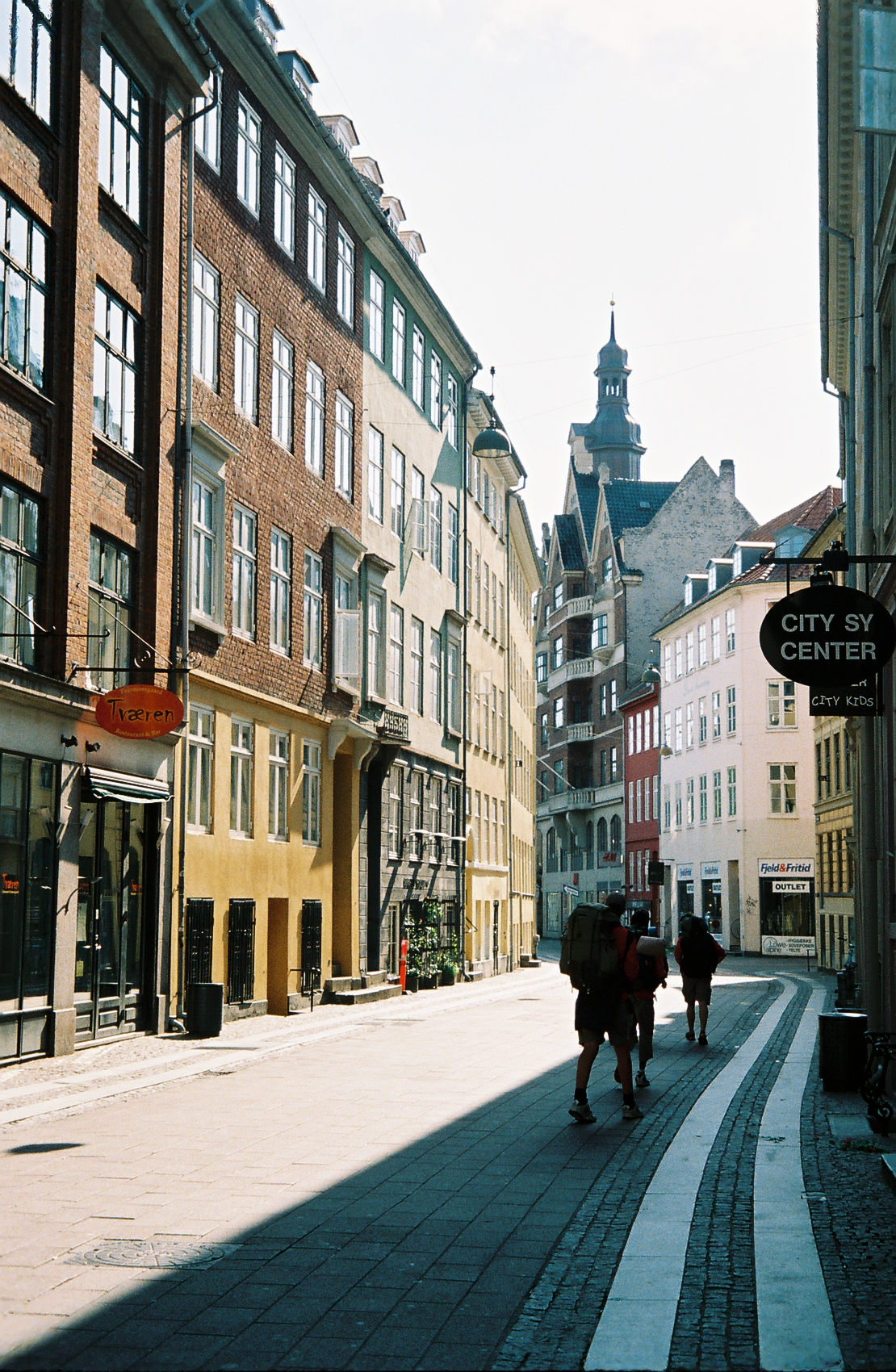
Rua do centro antigo de Copenhague

Copenhague passou por uma forte transformação cultural que a colocou na lista dos destinos culturais e artísticos mais procurados, junto com Amesterdão e Barcelona. Este crescimento no âmbito cultural é resultado de investimentos pesados na melhoria da infraestrutura e na cultura dinamarquesa, além da valorização dos arquitetos dinamarqueses na arquitetura mundial. Copenhague também acolheu o pintor Paul Gauguin.

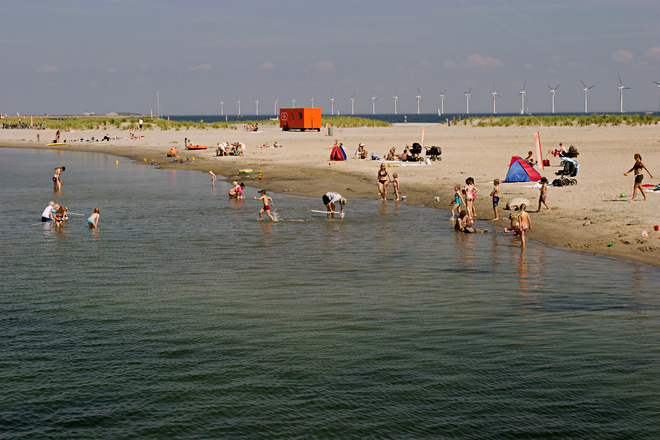
A popular praia Amager Strandpark

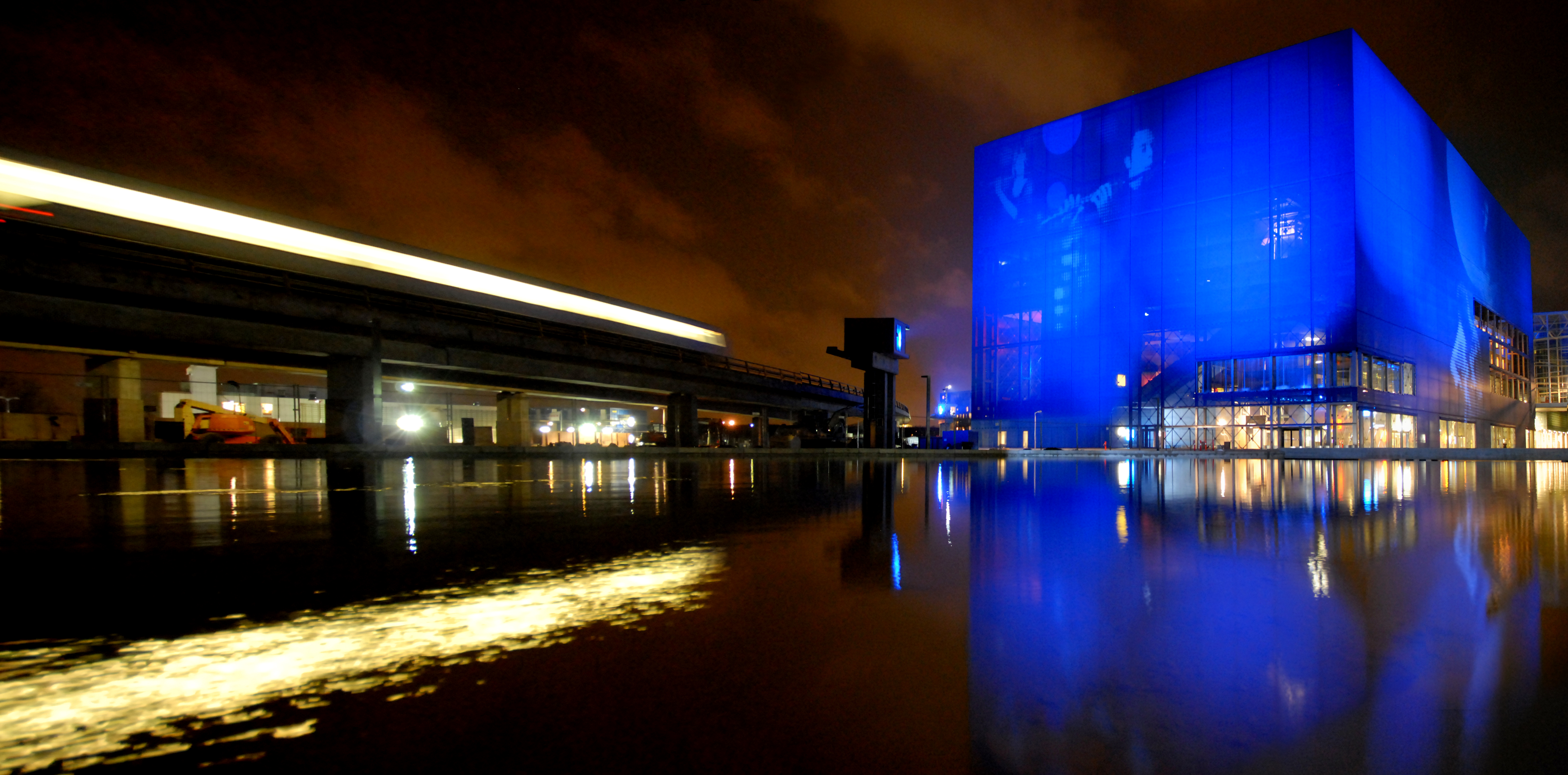
O moderno Koncerthuset

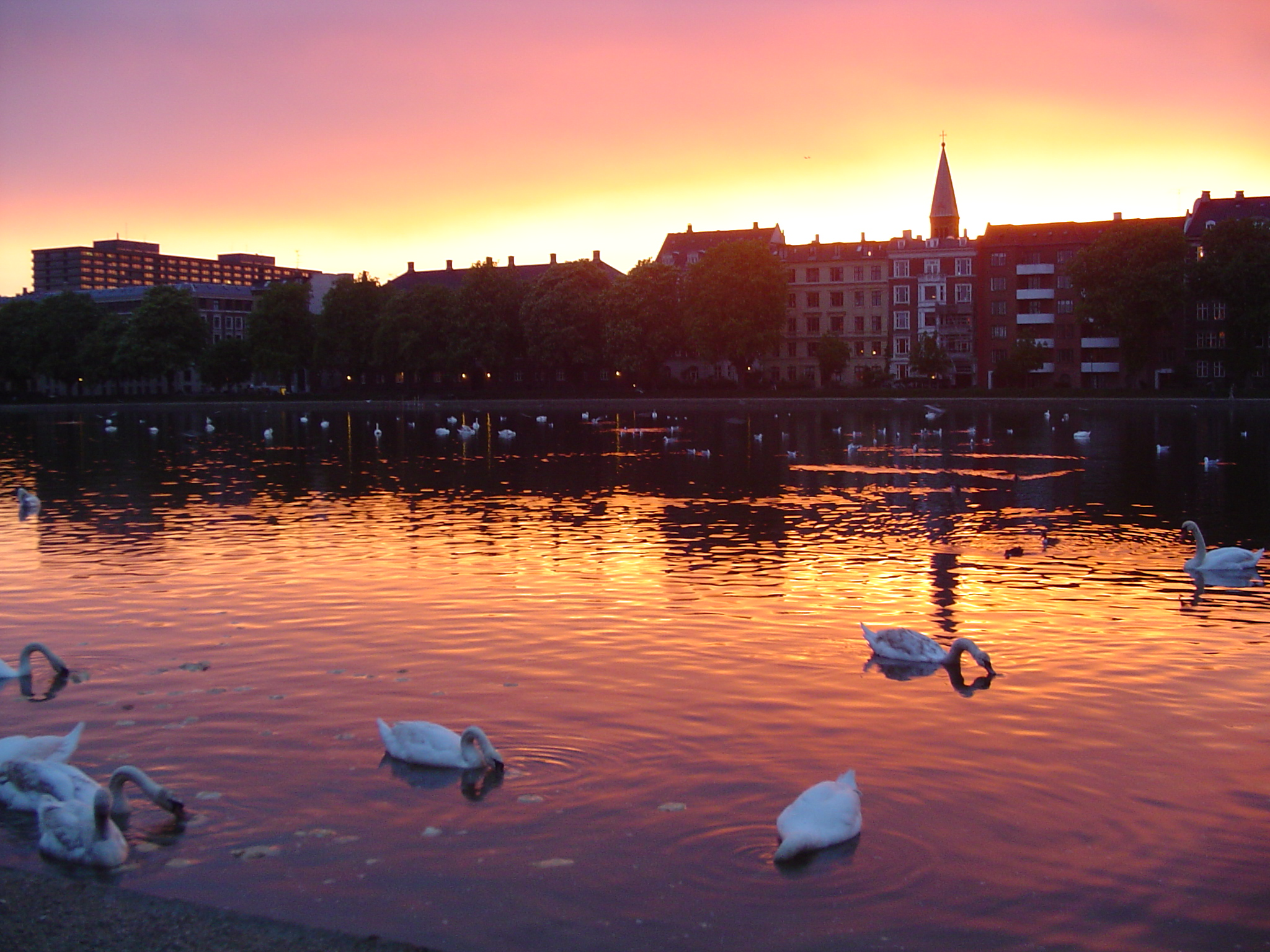
Lago Søerne

### Museus
A cidade de Copenhague possui uma grande variedade de museus a nível internacional. O Museu Nacional da Dinamarca (Nationalmuseet) é o maior museu de arqueologia e história natural do país. O Museu Nacional de Arte da Dinamarca também é destacado no âmbito de história da arte e abriga obras nacionais e internacionais que datam desde o início do século XII.

### Drama, Dança e Música
Na música, destaca-se o Koncerthuset (Copenhagen Concert Hall). Projetado por Jean Nouvel, esta estrutura gigantesca possui quatro salas além do auditório principal com capacidade para 1800 pessoas. O Copenhagen Concert Hall abriga a Orquestra Sinfônica Nacional da Dinamarca e é considerado, junto com o Walt Disney Concert Hall de Los Angeles, o auditório mais caro já construído.
A Casa de Ópera de Copenhague (Operaen), inaugurada em 2005 através dos projetos de Henning Larsen, é a casa da Ópera Nacional da Dinamarca e figura entre as casas de ópera mais modernas do mundo. O também arrojado Skuespilhuset inaugurado em 2008 é um premiado edifício, notável por sua arquitetura, situado em frente ao porto, no centro da cidade. Ele foi criado como um local especialmente dedicado a atuações dramáticas, comédias e recitais.
Já o antigo Teatro Real da Dinamarca que data de 1748 ainda funciona como um cenário suplementar ao circuito de espetáculos na cidade. O Teatro Real é também a casa do Balé Real Dinamarquês. Fundado em 1748, juntamente com o teatro, figura entre uma das mais antigas companhias de balé da Europa. E ainda é casa para o Método Bournonville de aprendizagem de balé clássico criado por Auguste Bournonville.

### Restaurantes e cafés

Um pølsevogn

O primeiro café inaugurado em Copenhague foi o do tradicional Hotel D'Angleterre em 1831, no entanto a cultura de cafés espalhados por toda cidade só deu início no ano de 1976, com a abertura do Café Sommersko. Atualmente, existem cerca de 300 cafés espalhados por toda a cidade principalmente nos distritos de Indre By, Østerbro e Vesterbro, onde há uma grande concentração deles.
A partir do início do século XXI, vários dos restaurantes em Copenhague têm sido reconhecidos entre os melhores do mundo. O restaurante Noma, que detém duas estrelas no Guia Michelin (2007-12), foi eleito o melhor restaurante do mundo por três vezes. A cidade ainda tem mais 11 de seus restaurantes com uma estrela no aclamado guia, o que faz de Copenhague a cidade nórdica com o maior acúmulo de estrelas por vários anos.
Fazem parte, da cultura da cidade, os pølsevogn (carrinhos de cachorro-quente), que têm sido tradicionalmente os locais favoritos para fast food, mas que, agora, enfrentam grande concorrência por parte de hamburguerias, pizzarias, sushi-bares, entre outros.
Copenhague é também a capital onde o alimento orgânico tem a maior cota de mercado a nível mundial. Uma em cada dez compras é de comida orgânica. Um dos objetivos do governo municipal é que até 90% da comida servida em casas de repouso e instituições municipais sejam de origem orgânica.

### Pontos turísticos

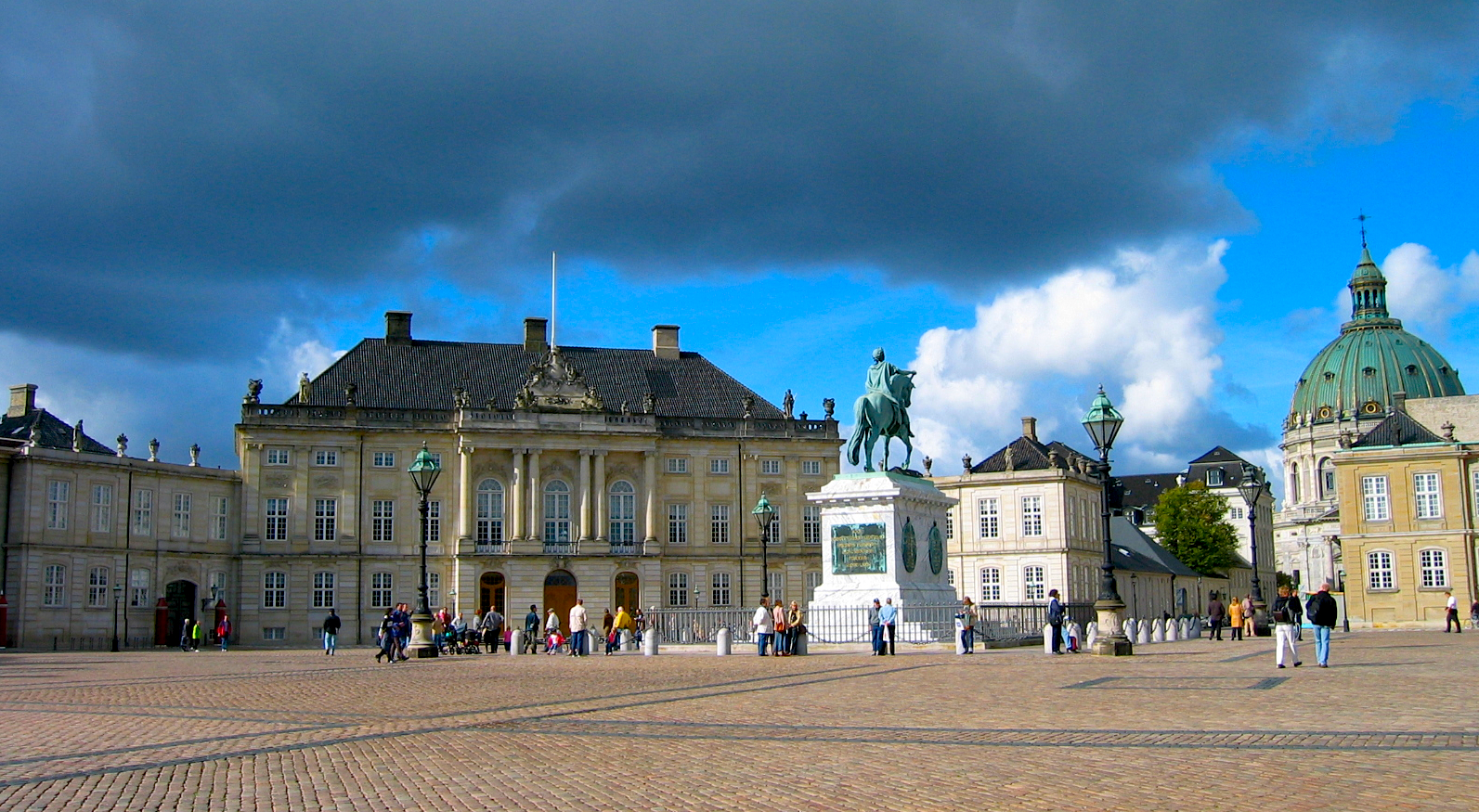
O Palácio de Amalienborg, onde reside a Família real dinamarquesa, e a igreja de mármore Frederikskirke ao fundo

- Strøget
- A Pequena Sereia ou Sereiazinha
- Casa de Ópera de Copenhague
- Castelo Rosenborg
- Christiania
- Jardins de Tivoli
- Ny Carlsberg Glyptotek
- Nyhavn
- Palácio de Amalienborg
- Palácio de Christiansborg
- Rundetårn
- Zoológico de Copenhague

## Educação

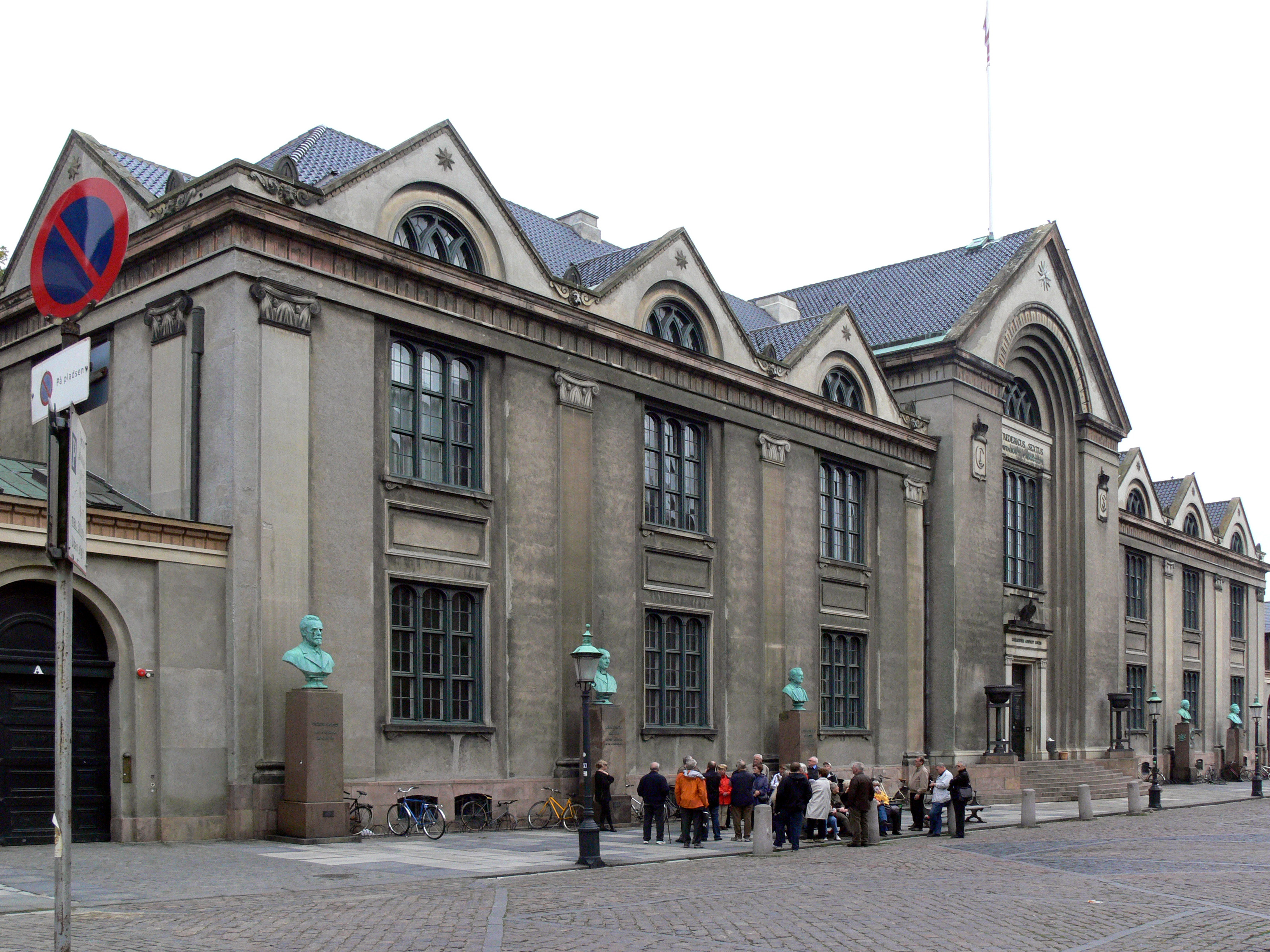
O edifício principal da Universidade de Copenhague

Copenhague tem mais de 94 mil alunos matriculados em suas maiores universidades e instituições: Universidade de Copenhague (38.867 alunos), Copenhagen Business School (20 mil alunos), Metropolitan University College e University College Capital (10 mil alunos cada), Universidade Técnica da Dinamarca (7 mil alunos), KEA (c. 4 500 alunos), Universidade de TI de Copenhague (2 mil alunos) e o campus de Copenhague da Universidade de Aalborg (2 300 alunos).
A Universidade de Copenhague é a universidade mais antiga da Dinamarca, fundada em 1479. Ela atrai cerca de 1.500 estudantes internacionais e intercambistas todos os anos. O Ranking Acadêmico de Universidades Mundiais colocou-a em 30º lugar no mundo em 2016.
A Universidade Técnica da Dinamarca está localizada em Lyngby, na periferia norte de Copenhague. Em 2013, foi classificada como uma das principais universidades técnicas do norte da Europa. A IT University é a universidade mais jovem da Dinamarca, uma instituição monodocente com foco em aspectos técnicos, sociais e de negócios da tecnologia da informação.
A Academia Dinamarquesa de Belas Artes fornece educação nas artes há mais de 250 anos. Inclui a histórica Escola de Artes Visuais e, nos últimos anos, passou a incluir uma Escola de Arquitetura, uma Escola de Design e uma Escola de Conservação. A Copenhagen Business School (CBS) é uma escola de negócios credenciada pela EQUIS localizada em Frederiksberg. Há também filiais da University College Capital e da Metropolitan University College dentro e fora de Copenhague.

## Esporte
A cidade tem uma variedade de equipes esportivas. Os principais times de futebol são o FC Copenhague, historicamente bem-sucedido, e o Brøndby. O FC Copenhague joga no Parken em Østerbro. Formado em 1992, é uma fusão de dois clubes mais antigos de Copenhague, B 1903 (do subúrbio de Gentofte) e KB (de Frederiksberg). O Brøndby joga no Brøndby Stadion, no subúrbio de Brøndbyvester. O BK Frem está baseado na parte sul de Copenhague (Sydhavnen, Valby). Outras equipes de estatura mais significativa são FC Nordsjælland (do subúrbio de Farum), Fremad Amager, B93, AB, Lyngby e Hvidovre IF.

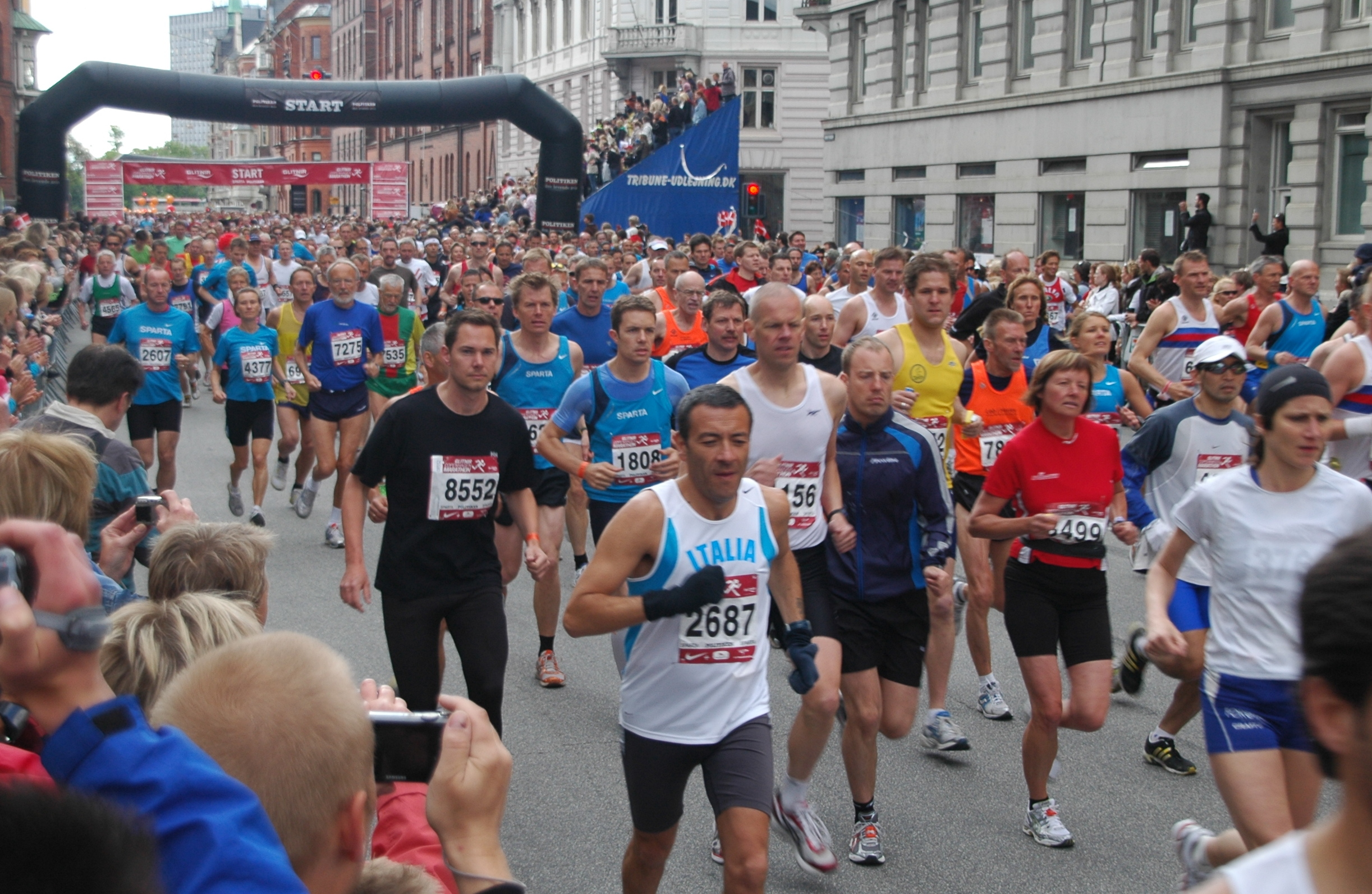
Maratona de Copenhague, 2008

Copenhague tem vários times de handebol, um esporte particularmente popular na Dinamarca. Dos clubes que jogam nas ligas "mais altas", estão Ajax, Ydun e HIK (Hellerup). O clube feminino København Håndbold foi recentemente estabelecido. Copenhague também tem times de hóquei no gelo, dos quais três jogam na liga principal, Rødovre Mighty Bulls, Herlev Eagles e Hvidovre Ligahockey, todos clubes suburbanos. O Copenhagen Ice Skating Club, fundado em 1869, é o time de hóquei no gelo mais antigo da Dinamarca, mas não está mais na primeira divisão.
A união do rugby também é disputada na capital dinamarquesa com times como CSR-Nanok, Copenhagen Business School Sport Rugby, Frederiksberg RK, Exiles RUFC e Rugbyklubben Speed. A liga de rugby agora é disputada em Copenhague, com a seleção nacional jogando no Gentofte Stadion. A Liga de Futebol Australiana Dinamarquesa, com sede em Copenhague, é a maior competição de futebol australiano fora do mundo de língua inglesa.
A Maratona de Copenhague, uma maratona anual da cidade, foi criada em 1980. Round Christiansborg Open Water Swim Race é uma competição de natação em águas abertas de 2 km que acontece todos os anos no final de agosto. Este evento amador é combinado com um campeonato dinamarquês de 10 km. Em 2009, o evento incluiu uma competição da Copa do Mundo FINA de 10 km pela manhã. Copenhague sediou o Campeonato Mundial UCI Road 2011 em setembro de 2011, aproveitando sua infraestrutura amigável para bicicletas. Foi a primeira vez que a Dinamarca sediou o evento desde 1956, quando também foi realizado em Copenhague.

## Assistência médica

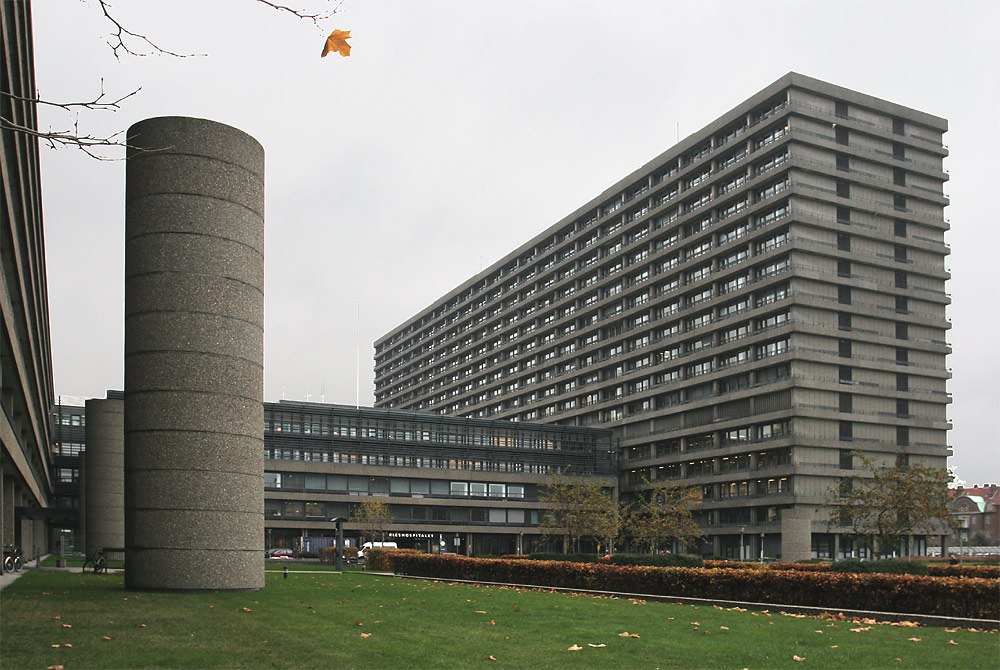
Rigshospitalet é um dos maiores hospitais da Dinamarca

A promoção da saúde é uma questão importante para as autoridades municipais de Copenhague. O centro de sua missão de sustentabilidade é o esquema "Longa Vida Copenhague" ("Længe Leve København"), no qual tem como objetivo aumentar a expectativa de vida dos cidadãos, melhorar a qualidade de vida por meio de melhores padrões de saúde e incentivar vidas mais produtivas e oportunidades iguais. A cidade tem metas para incentivar as pessoas a se exercitarem regularmente e reduzir o número de fumantes e consumidores de álcool.
O Copenhagen University Hospital forma um conglomerado de vários hospitais na região de Hovedstaden e na região de Sjælland, juntamente com a faculdade de ciências da saúde da Universidade de Copenhague. O Rigshospitalet e o Hospital Bispebjerg em Copenhague pertencem a este grupo de hospitais universitários. O Rigshospitalet começou a operar em março de 1757 como Frederiks Hospital, e tornou-se estatal em 1903. Com 1.120 leitos, o Rigshospitalet é responsável por 65 mil pacientes internados e aproximadamente 420 mil pacientes ambulatoriais anualmente. Busca ser o hospital especializado número um do país, com uma extensa equipe de pesquisadores em tratamento de câncer, cirurgia e radioterapia. Além de seus 8 mil funcionários, o hospital tem funções de treinamento e hospedagem. Beneficia-se da presença de estudantes em serviço de medicina e outras ciências da saúde, bem como de cientistas que trabalham com uma variedade de bolsas de pesquisa. O hospital tornou-se internacionalmente famoso como o local da minissérie de terror de televisão de Lars von Trier, The Kingdom. O Hospital Bispebjerg foi construído em 1913 e atende cerca de 400 mil pessoas na área da Grande Copenhague, com cerca de 3 mil funcionários. Outros grandes hospitais da cidade incluem Amager Hospital (1997), Herlev Hospital (1976), Hvidovre Hospital (1970), e Gentofte Hospital (1927).

## Meios de comunicação

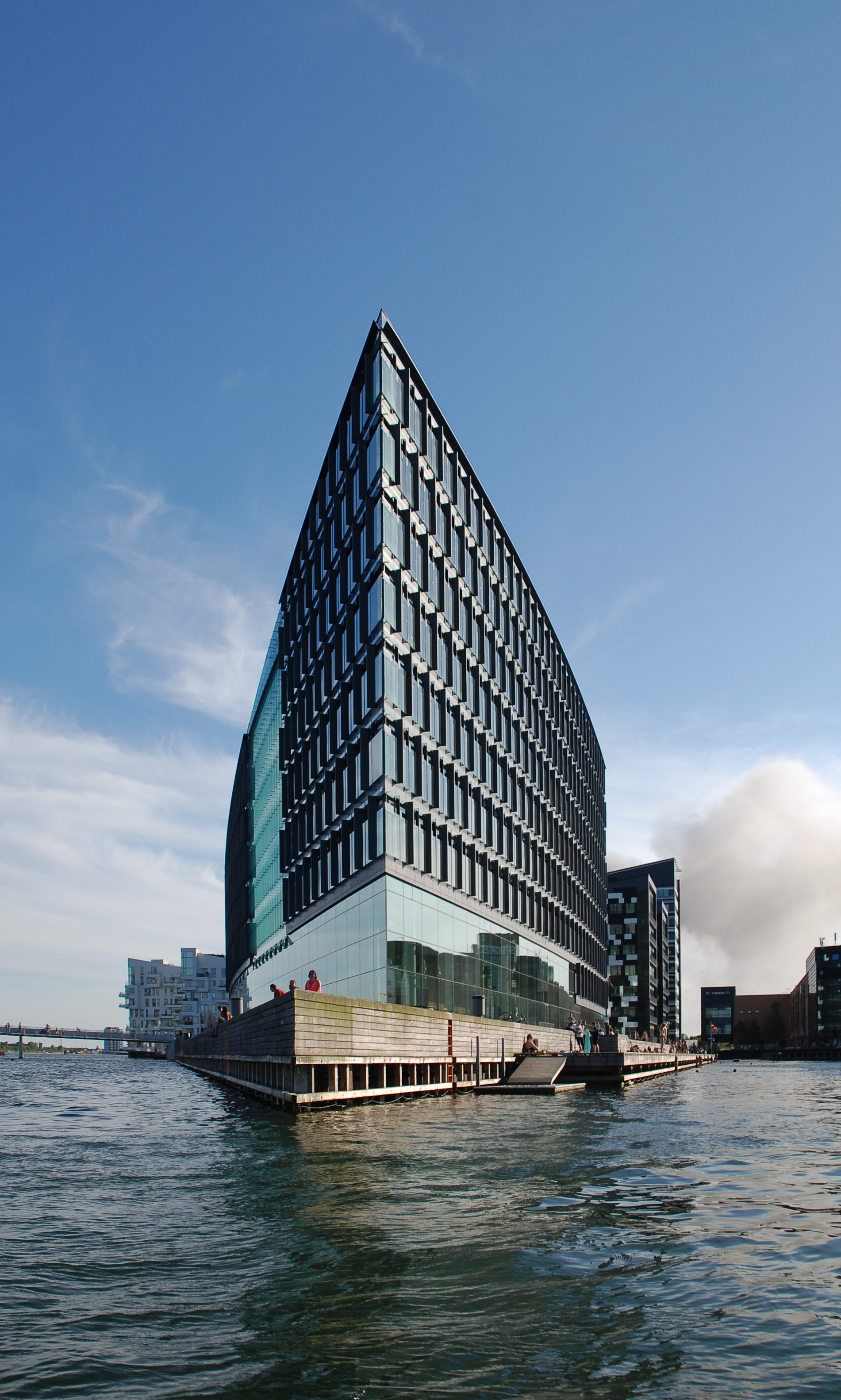
O edifício do conglomerado Aller Media em Havneholm

Muitas empresas de mídia dinamarquesas estão localizadas em Copenhague. A DR, a principal empresa de radiodifusão de serviço público dinamarquês, consolidou suas atividades em uma nova sede, DR Byen, em 2006 e 2007. Da mesma forma, a TV2, com sede em Odense, concentrou suas atividades em Copenhague em uma moderna casa de mídia em Teglholmen. Os dois jornais diários nacionais Politiken e Berlingske e os dois tabloides Ekstra Bladet e BT são baseados em Copenhagen. Kristeligt Dagblad é baseado em Copenhague e é publicado seis dias por semana. Outras corporações de mídia importantes incluem a Aller Media, que é a maior editora de revistas semanais e mensais na Escandinávia, o grupo de mídia Egmont e a Gyldendal, a maior editora dinamarquesa de livros.
Copenhague tem uma grande indústria cinematográfica e televisiva. A Nordisk Film, fundada em Valby, Copenhague, em 1906, é a mais antiga produtora de filmes em operação contínua do mundo. Em 1992, fundiu-se com o grupo de mídia Egmont e atualmente dirige o Palads Cinema de 17 telas em Copenhague. Filmbyen (cidade do cinema), localizada em um antigo acampamento militar no subúrbio de Hvidovre, abriga várias empresas e estúdios de cinema. A Zentropa é uma produtora cinematográfica copropriedade do diretor dinamarquês Lars von Trier. Ele também está por trás de várias produções cinematográficas internacionais e fundou o Movimento Dogma. O CPH:PIX é o festival internacional de longas-metragens de Copenhague, estabelecido em 2009 como uma fusão do NatFilm Festival, de 20 anos, e do CIFF, de quatro anos. O festival CPH:PIX acontece em meados de abril. CPH:DOX é o festival internacional de documentários de Copenhague, todos os anos em novembro. Além de um programa de documentários de mais de 100 filmes, o CPH:DOX inclui um amplo programa de eventos com dezenas de eventos, shows, exposições e festas por toda a cidade.